# Lufthansa
Die Deutsche Lufthansa AG betreibt unter der Marke Lufthansa (international auch Lufthansa German Airlines, intern auch Lufthansa Passage) ihr deutsches Fluggastgeschäft, das in der Öffentlichkeit gemeinhin als nationale Fluggesellschaft Deutschlands wahrgenommen wird. Wegen des Firmenlogos wird die Lufthansa häufig auch als „Kranich-Airline“ bezeichnet. Ihre beiden Drehkreuze befinden sich am Frankfurter Flughafen und am Flughafen München.

## Geschichte

### Vorgänger
Einer der Vorgänger der Lufthansa, die Deutsche Luft-Reederei, die bereits den stilisierten Kranich von Otto Firle als Logo auf ihren Flugzeugen hatte, nahm am 5. Februar 1919 die erste Fluglinie Deutschlands zwischen Berlin und Weimar in Betrieb.
Der Name Lufthansa, anfangs noch Luft Hansa, wurde 1924 erstmals verwendet. Anlässlich einer Feier zur Einweihung der Strecke Dresden-München durch die Vorgängerfluggesellschaft Junkers Flugverkehr im Dresdner Rathaus wurde der Name für die geplante neue Fluggesellschaft erstmals gebraucht. Der Unternehmensname ist eine Reverenz an die Hanse, den Zusammenschluss niederdeutscher Kaufleute im Mittelalter. Das althochdeutsche Wort „Hansa“ bedeutet „Schar“ im Sinne einer Gruppe.
Diese erste Fluggesellschaft mit dem Firmennamen Luft Hansa wurde am 6. April 1926 durch den Zusammenschluss der beiden Fluggesellschaften Deutscher Aero Lloyd AG und Junkers Luftverkehr AG unter dem Namen Deutsche Luft Hansa AG mit Sitz in Berlin gegründet. Ein Teil der Gründungsmitglieder verfolgte zwar damit Ziele des Aufbaus einer zivilen Luftfahrt für Deutschland. Aber sie konnten sich gegen die Macht der damit rein militärische Ziele verfolgenden Gruppe nicht durchsetzen. 1933 wurde das Unternehmen in Deutsche Lufthansa Aktiengesellschaft umbenannt.
Ab diesem Zeitpunkt dominierten die Bestrebungen seit der Bildung des Reichsluftfahrtministeriums, mit dem Unternehmen vorrangig Ziele zur Errichtung einer deutschen Luftwaffe durchzusetzen. Der Höhepunkt war dazu im November 1941 erreicht. Sie befand sich nun im Zentrum der deutschen Rüstung und schuf eine neue Qualität des bereits seit 1939 betriebenen Einsatzes von Kriegsgefangenen und weiteren Gruppen von Zwangsarbeitern. Die Gesellschaft musste auf Veranlassung der Alliierten mit dem Ende des Zweiten Weltkriegs 1945 jegliche Aktivitäten einstellen. „The Deutsche Lufthansa was a major government instrument in the development of military air strength“ lautete ihr einhelliges Urteil. Nachdem immer wieder Versuche unternommen wurden, trotz des Verbotes einzelne Segmente wieder aufleben zu lassen oder dieses zu unterlaufen, veranlassten 1951 die Alliierten dann endgültig die Liquidierung des Unternehmens Deutsche Lufthansa AG. Sie galt wegen ihrer Verquickung in das verbrecherische NS-System als Teil der Luftwaffe und musste demgemäß nach Gesetz Nr. 34 vom 20. August 1946 aufgelöst werden. Die „Aufrechterhaltung, Bildung und Wiederherstellung“ eines solchen Unternehmens war gesetzwidrig. Dieser Grundsatz im Umgang mit allen verbrecherischen Organisationen des NS-Regimes wurde nochmals ausdrücklich nach der Vorlage des Berichtes von Martin Wronsky 1946 bestätigt. Wie kein anderer der noch lebenden Gründungsväter der Deutschen Luft Hansa AG hatte er entschieden an der festen Verzahnung von Luftwaffe und Lufthansa seit 1926 gewirkt.
Die heutige Deutsche Lufthansa AG ist formal keine Rechtsnachfolgerin der „ersten“, bereits 1926 in Berlin gegründeten Deutsche Luft Hansa AG, die ab 1933 nationalsozialistisch geprägt war. Dessen ungeachtet sehen sowohl Historiker als auch die heutige Deutsche Lufthansa AG einen inneren historischen Zusammenhang zwischen der damaligen, seit 1933 nationalsozialistisch geprägten Lufthansa und der heutigen Lufthansa, wenn auch aus unterschiedlichen Perspektiven und mit unterschiedlichen Intentionen (Einzelheiten im Abschnitt Kritik):
- Mit Blick auf das NSDAP-Regime ist dem heutigen Unternehmen bei seiner Selbstdarstellung eine bewusste Verdrängung der Verstrickung in das NSDAP-Regime nachgewiesen worden.[11][12][13][14] In der Zeit von 1933 bis 1945 beschäftigte die Lufthansa, die im Zweiten Weltkrieg Passagierflugzeuge auch für Kriegszwecke einsetzte, aus wirtschaftlichem Kalkül mindestens 10.000 Männer, Frauen und Kinder unterschiedlicher Nationalität als Zwangsarbeiter, die wegen ihrer ethnischen Herkunft bzw. ihres jüdischen Hintergrunds oder ihrer politischen Überzeugung in nationalsozialistische Gefangenschaft geraten waren.
- Mit der Begründung, die Lufthansa sei nach dem Zweiten Weltkrieg neu gegründet worden, bestreitet die heutige Deutsche Lufthansa AG jedweden Anspruch gegen das Unternehmen auf Entschädigung und Rentenzahlungen an damalige Zwangsarbeiter. Dessen ungeachtet stellt das heutige Unternehmen seinen ersten Linienflug am 1. April 1955 als „Neubeginn“ der traditionsreichen Lufthansa dar und macht sich in diesem Zusammenhang die technischen Fortschritte in der deutschen Verkehrsluftfahrt vor Gründung der heutigen Deutschen Lufthansa als Unternehmensgeschichte zu eigen.[15] Im Jahr 1999 überwies das Unternehmen umgerechnet 20 Millionen Euro an den Zwangsarbeiterfonds der deutschen Wirtschaft.[16]

Die heutige Deutsche Lufthansa stand ebenfalls in keinerlei rechtlicher Beziehung mit der Deutschen Lufthansa der DDR, die am 1. Juli 1955 gegründet und bereits 1963 wieder liquidiert wurde. Der Flugbetrieb dieser Gesellschaft wurde später von der Interflug weitergeführt.

### Heutige Lufthansa (gegründet 1953)
Die heutige Deutsche Lufthansa AG wurde im Jahr 1953 zunächst als Aktiengesellschaft für Luftverkehrsbedarf (LUFTAG) gegründet und 1954 im Anschluss an den Erwerb der Rechte am traditionsreichen Firmennamen Lufthansa in Deutsche Lufthansa AG umbenannt. Den Linienflugbetrieb nahm das Unternehmen am 1. April 1955 auf, nachdem die Bundesrepublik ihre Lufthoheit wiedererlangt hatte.
Bis 1963 war die Deutsche Lufthansa zu fast 100 Prozent in staatlichem Besitz. Noch bis 1994 war sie die offizielle nationale Fluggesellschaft der Bundesrepublik Deutschland. Seit 1997 ist die Deutsche Lufthansa AG abgesehen von einem temporären Wiedereinstieg der Bundesrepublik Deutschland während der COVID-19-Pandemie vollständig privatisiert. Größter Anteilseigner (Stand: August 2022) ist Klaus-Michael Kühne vor dem deutschen Wirtschaftsstabilisierungsfonds (WSF). Seit Mitte der 1990er Jahre entwickelte sich die Deutsche Lufthansa zu einem Luftverkehrs-Konzern mit verschiedenen Geschäftsbereichen, die als eigenständige Tochtergesellschaften geführt werden. Darunter sind zum Beispiel die Luftfracht in der Lufthansa Cargo AG, die Flugzeugwartung in der Lufthansa Technik AG und das Catering in der LSG Service Holding AG. Seit Mitte der 2000er Jahre übernahm die Deutsche Lufthansa AG darüber hinaus mehrere europäische Fluggesellschaften, darunter Swiss International Air Lines, Austrian Airlines, Brussels Airlines, Air Dolomiti, Eurowings, Teile der Air Berlin sowie zeitweise auch British Midland Airways.

## Flugbetrieb

### Drehkreuze

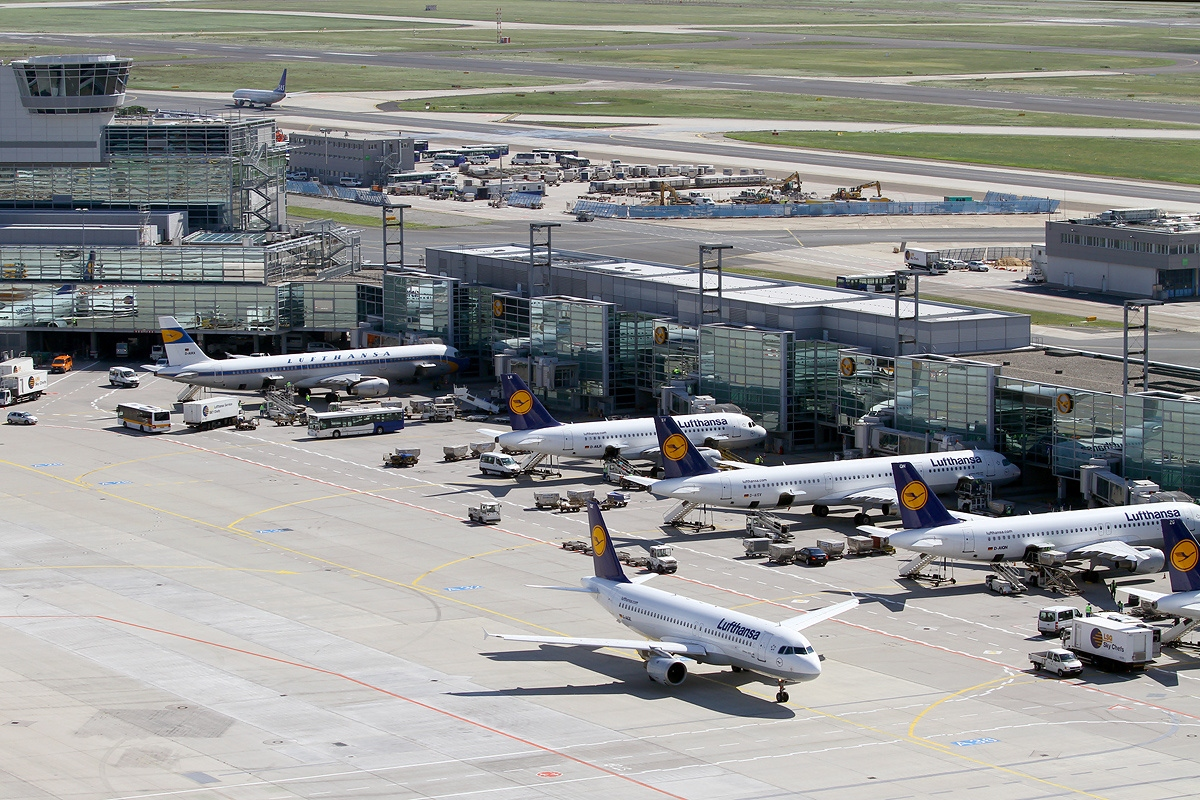
Flugzeuge der Lufthansa am Frankfurter Flughafen

Die Lufthansa betreibt zwei übergeordnete Drehkreuze:
- Der Flughafen Frankfurt Main ist das größte Lufthansa-Drehkreuz (157 Ziele), hier starten die meisten Interkontinentalflüge.
- Vom Flughafen München (152 Ziele) verkehren die meisten kontinentalen Flüge.[21]

### Streckennetz
Ab Frankfurt und München fliegt Lufthansa viele Ziele innerhalb Europas sowie in Nord- und Südamerika, Asien, Afrika und dem Nahen Osten an. Australien und Neuseeland fliegt Lufthansa nicht mehr an, sondern bedient diese in Kooperation mit Star-Alliance-Partnern über deren Drehkreuze in Singapur (Singapore Airlines), Bangkok (Thai Airways) sowie Los Angeles und San Francisco (United Airlines). Zudem bestehen Codeshare-Abkommen mit Air New Zealand für Strecken über Hongkong, Los Angeles, San Francisco und Vancouver. Die letzte von Lufthansa selbst durchgeführte Australien-Verbindung bestand von Sommerflugplan 1994 bis zum Ende des Sommerflugplans 1995 dreimal wöchentlich von Frankfurt (LH796/LH797) über Bangkok nach Sydney und zurück. Eingesetzt wurde dabei eine Boeing 767 aus der Flotte der Condor.
Die längsten regelmäßig geflogenen Nonstop-Passagierflüge (gemessen an der flugplanmäßigen Blockzeit) sind die Verbindung von Tokio-Haneda zurück nach München und Frankfurt (regulär 11:10 Stunden und 9.384 km (Frankfurt) bzw. 9.381 km (München), aktuell jeweils 14:20 Stunden und etwa 12.800 km), da auf Grund des Kriegs in der Ukraine als Reaktion auf Luftraumsperren in der EU für russische Fluggesellschaften Russland seinen Luftraum ebenfalls für EU-Fluggesellschaften gesperrt hat und somit ein Umweg nötig ist. Dieser führt derzeit von Tokio aus nordostwärts über den Nordpazifik, die Beringstraße entlang vorbei an Alaska und Nunavut bis auf etwa 83° nördlicher Breite und von da an südwärts über Grönland Richtung Zentraleuropa. Die jeweiligen Hinflüge von Frankfurt bzw. München nach Tokio führen hingegen südlich an Russland vorbei über das Schwarze Meer, Georgien, Kasachstan, das nördliche China sowie Südkorea nach Japan. Dadurch verlängert sich die Flugzeit um lediglich etwa 80 Minuten gegenüber der regulären Route über Russland auf ca. 12:35 Stunden. Der längste reguläre Flug (ohne Umwege) ist die Verbindung von Frankfurt nach Buenos Aires-Ezeiza (Hinweg 13:50 Stunden, Rückweg 13:15 Stunden, 11.515 km), gefolgt von Frankfurt nach Singapur-Changi (Hinweg 12:15 Stunden, Rückweg 13:05 Stunden, 10.284 km), Frankfurt nach Kuala Lumpur (Hinweg 12:15 Stunden, Rückweg 13:30 Stunden, 10.000 km; wurde zum 1. März 2016 eingestellt) sowie die Strecken von München nach Los Angeles (Hinweg 12:20 Stunden, Rückweg 11:25 Stunden, 9.625 km) und München nach São Paulo-Guarulhos (Hinweg 12:40 Stunden, Rückweg 11:50 Stunden, 9.868 km).
Am 31. Januar 2021 stellte die Lufthansa inmitten der Corona-Pandemie einen neuen konzerninternen Nonstop-Rekordflug auf. Der Airbus A350-941 „Braunschweig“ (D-AIXP) brachte in einer Flugzeit von 15 Stunden und 37 Minuten Forscher und Wissenschaftler des Alfred-Wegener-Instituts von Hamburg aus in das 13.300 km entfernte Mount Pleasant auf den Falklandinseln. Der Rückflug erfolgte am 3. Februar 2021 nonstop mit einer Flugzeit von 14 Stunden und 4 Minuten und einer Entfernung von 12.950 km nach München.
Der bisherige Rekordflug war am 19. Januar 2011 erfolgt. Der Airbus A340-600 „Lübeck“ (D-AIHF) flog Kreuzfahrtpassagiere mit einer Flugzeit von 14:48 Stunden vom Flughafen München zum Honolulu International Airport und überbot damit den vorherigen Rekord aus dem Jahr 2010 um fünf Minuten, als eine A340-600 der Lufthansa im Kreuzfahrtcharter von München zum Flughafen Santiago de Chile geflogen war.
Lufthansa war unter den ersten westlichen Fluggesellschaften, die neben Moskau und St. Petersburg weitere Ziele in der ehemaligen Sowjetunion anflogen, und betrieb jahrelang erfolgreich bis zu 14 verschiedene Strecken. Nach der Annexion der Krim schwächte sich die Nachfrage nach Flügen nach Russland deutlich ab. Ab Herbst 2015 wurden deshalb nur noch die ursprünglichen Ziele Moskau und St. Petersburg weiter bedient und die Flüge nach dem russischen Überfall auf die Ukraine 2022 ganz eingestellt.

### Passagiere

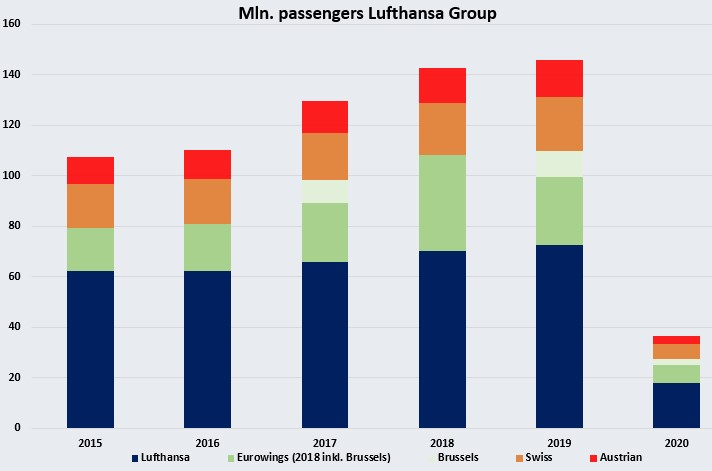
Passagierentwicklung Lufthansa Group 2015–20

Die Lufthansa hat in den vergangenen Jahren meist Passagiere hinzugewinnen können – so stiegen die Fluggastzahlen von 58,8 Mio. (2010) auf 71,3 Mio. (2019).
In der Lufthansa Group haben sich in den vergangenen Jahren durch Neugründungen sowie über Zukäufe anderer Fluggesellschaften die Passagierzahlen noch deutlicher erhöht. So lag die Passagierzahl aller Flugunternehmen 2010 bei 91,2 Mio., im Jahr 2019 bei 145,2 Mio. beförderten Fluggästen.
Die Corona-Krise wird im gesamten Luftverkehr ab 2020 zu deutlichen Passagier-Rückgängen führen und nach Schätzungen der Unternehmensführung erst wieder 2022 oder 2023 das Niveau von 2019 erreichen.
Seit rund zwei Jahrzehnten macht der Lufthansa die zunehmende Konkurrenz der Golf-Airlines im Langstreckengeschäft zwar zu schaffen, sie konnte sich jedoch im Wettbewerb bisher behaupten.

### Flugnummernsystem
Die Flugnummern werden nach einem festen Schema verteilt. So haben Frühflüge üblicherweise eine kleinere Nummer als Flüge auf der gleichen Strecke später am Tag. Flüge von Frankfurt und München aus haben in der Regel eine gerade Endziffer, Flüge dorthin zurück eine ungerade.
| Nummern                         | Linie, Zweck und Ziel                                                                  | Drehkreuz oder Region |
| ------------------------------- | -------------------------------------------------------------------------------------- | --------------------- |
| LH001 – LH399                   | Innereuropäisch                                                                        | FRA                   |
| LH400 – LH499                   | Nord- und Zentralamerika                                                               | Alle                  |
| LH500 – LH599                   | Zentral-, Südamerika und Afrika                                                        | Alle                  |
| LH600 – LH699                   | Naher Osten und GUS-Staaten                                                            | Alle                  |
| LH700 – LH799                   | Asien                                                                                  | Alle                  |
| LH800 – LH1499                  | Innereuropäisch                                                                        | FRA                   |
| LH1600 – LH2799                 | Innereuropäisch                                                                        | MUC                   |
| LH3400 – LH3799                 | AIRail, Bus                                                                            | FRA                   |
| LH5200 – LH7999                 | Codesharing der Lufthansa Passage                                                      | Alle                  |
| LH6000 Suffix1) – LH7999 Suffix | Parallele Nutzung von Flugnummern mit einem Suffix für LKW-Dienste der Lufthansa Cargo | Alle                  |
| LH8000 – LH8515                 | Flüge der Lufthansa Cargo                                                              | Alle                  |
| LH8516 – LH9799                 | Codesharing der Lufthansa Passage                                                      | Alle                  |
| LH9800 – LH9999                 | Flugnummern für Spezialflüge (z. B. Trainings- und Werkstattflüge)                     | Alle                  |

1) Seit 2009 gelten für alle LKW-Dienste Suffix-Flugnummern, bei denen an die Flugnummer ein Buchstabe angehängt wird, z. B. „LH7000A“. Dadurch können die bisherigen Cargo-Flugnummern im Bereich von 7000 bis 7999 parallel genutzt werden:
- ohne Suffix von Lufthansa Passage
- mit Suffix von Lufthansa Cargo.

## Lufthansa Group
Die Lufthansa Group ist eine Gruppe aus Fluggesellschaften in Besitz von Lufthansa. Ihr gehören Brussels Airlines, Swiss International Airlines, Edelweiss, Air Dolomiti, Austrian Airlines, Lufthansa Cargo, Lufthansa CityLine, Lufthansa City Airlines, Eurowings, Discover Airlines, und bis 2020, Germanwings. Lufthansa Group ist hinter der Ryanair Group die zweitgrößte Gesellschaft nach Passagierzahlen mit 93 Millionen im Jahr 2022. Lufthansa plant ITA Airways schrittweise zu übernehmen, wenn die benötigten Genehmigungen vorliegen.

## Flotte
Unter dem Markennamen „Lufthansa“ werden die Flotten der Lufthansa (Lufthansa German Airlines), Lufthansa CityLine und Lufthansa Cargo betrieben. Die Flugzeuge der Lufthansa German Airlines sind in Frankfurt und München stationiert.

### Aktuelle Flotte
Im Mai 2025 bestand die Flotte der Lufthansa Passage (Lufthansa German Airlines) aus 309 Flugzeugen mit einem Durchschnittsalter von 14,5 Jahren:
| Flugzeugtyp        | Anzahl | bestellt | Luftfahrzeugkennzeichen                                           | Anmerkungen | Sitzplätze(First/Business/Eco+/Eco)                   | Durchschnittsalter |
| ------------------ | ------ | -------- | ----------------------------------------------------------------- | --- | ----------------------------------------------------- | ------------------ |
| Airbus A319-100    | 035    | 0        | D-AIL (ab 1996) D-AIB (ab 2009)                                   | zwei inaktiv; zwölf betrieben durch Lufthansa CityLine | 138 (-/var./-/var.)                                   | 22,7 Jahre         |
| Airbus A320-200    | 047    | 0        | D-AIQ (ab 1991) D-AIZ (ab 2009) D-AIU (ab 2014) D-AIW (ab 2017)   | 34 mit Sharklets ausgestattet; zwei inaktiv | 168 (-/var./-/var.) 180 (-/var./-/var.)               | 12,3 Jahre         |
| Airbus A320neo     | 032    | 020      | D-AIN (ab 2016) (P&W) D-AIJ (ab 2020) (P&W) D-AII (ab 2026) (CFM) | Erste Auslieferung am 20. Januar 2016; Lufthansa ist Erstkunde der A320neo; 43 mit Pratt & Whitney PW1000G, 26 mit CFM International LEAP-1A; acht inaktiv; zwei betrieben durch Lufthansa CityLine | 180 (-/var./-/var.)                                   | 06,3 Jahre         |
| Airbus A321-100    | 017    | 0        | D-AIR (ab 1994)                                                   | je einer inaktiv | 200 (-/var./-/var.)                                   | 29,6 Jahre         |
| Airbus A321-200    | 037    | 0        | D-AIS (ab 1999) D-AID (ab 2010)                                   | je einer inaktiv | 200 (-/var./-/var.)                                   | 16,4 Jahre         |
| Airbus A321neo     | 017    | 017      | D-AIE (ab 2019) (P&W) D-AIO (ab 2026) (CFM)                       | Auslieferung seit 2019; 18 mit PW1000G, 25 mit LEAP-1A; zwei inaktiv | 215 (-/var./-/var.)                                   | 04,2 Jahre         |
| Airbus A330-300    | 07     | 0        | D-AIK (ab 2004)                                                   | einer inaktiv; Ausflottung bis Ende 2027 und Transfer zu Discover Airlines. | 255 (-/42/28/185)                                     | 15,0 Jahre         |
| Airbus A340-300    | 016    | 0        | D-AIG (ab 1996) D-AIF (ab 2000)                                   | einer inaktiv; Lufthansa ist weltgrößter Betreiber der A340-300. Ausflottung bis Ende 2027. | 279 (-/30/28/221)                                     | 25,7 Jahre         |
| Airbus A340-600    | 07     | 0        | D-AIH (ab 2003)                                                   | Ausflottung bis Ende 2025. | 281 (8/56/28/189)                                     | 18,0 Jahre         |
| Airbus A350-900    | 030    | 014      | D-AIX (ab 2016) D-AIV (ex Philippine Airlines und ab 2025)        | Teilweise mit neuen Sharklets, 4 von Philippine Airlines geleast übernommen (2022). | 267 (4/38/24/201) 293 (-/48/21/224) 318 (-/30/26/262) | 05,2 Jahre         |
| Airbus A350-1000   | 0      | 015      |                                                                   | + 25 Optionen; Auslieferung vsl. ab April 2026 | – offen –                                             | 0                  |
| Airbus A380-800    | 08     | 0        | D-AIM (ab 2010)                                                   | von ursprünglich 14 wurden 6 an Airbus verkauft | 509 (8/78/52/371)                                     | 13,1 Jahre         |
| Boeing 747-400     | 08     | 0        | D-ABV (ab 1991) D-ABT (ab 2001)                                   | Werden durch Boeing 777-9 ersetzt. Ausflottung bis Ende 2027. | 371 (-/67/32/272)                                     | 25,1 Jahre         |
| Boeing 747-8       | 019    | 0        | D-ABY (ab 2012)                                                   | eine inaktiv; Lufthansa ist weltgrößter Betreiber der Boeing 747-8 | 364 (8/80/32/244)                                     | 11,6 Jahre         |
| Boeing 777-9       | 0      | 020      | D-ABT (ab 2026)                                                   | Auslieferung frühestens ab 2026; Ersatz für Boeing 747-400 | – offen –                                             | 0                  |
| Boeing 787-9       | 05     | 029      | D-ABP (ab 2022)                                                   | Auslieferung vsl. bis 2027; Bestellung wurde von der Lufthansa Group getätigt. Die fünf Boeing 787-9, welche die Konfiguration von Hainan Airlines besitzen, werden an Austrian Airlines abgegeben. | 294 (-/26/21/247)                                     | 05,2 Jahre         |
| Bombardier CRJ-900 | 024    | 0        | D-ACK (ab 2017) D-ACN (ab 2018)                                   | sieben inaktiv; betrieben durch Lufthansa CityLine | 84 (-/var./-/var.) 90 (-/var./-/var.)                 | 15,3 Jahre         |
| Gesamt             | 309    | 115      |                                                                   | |                                                       | 14,5 Jahre         |

Flugzeuge der Lufthansa
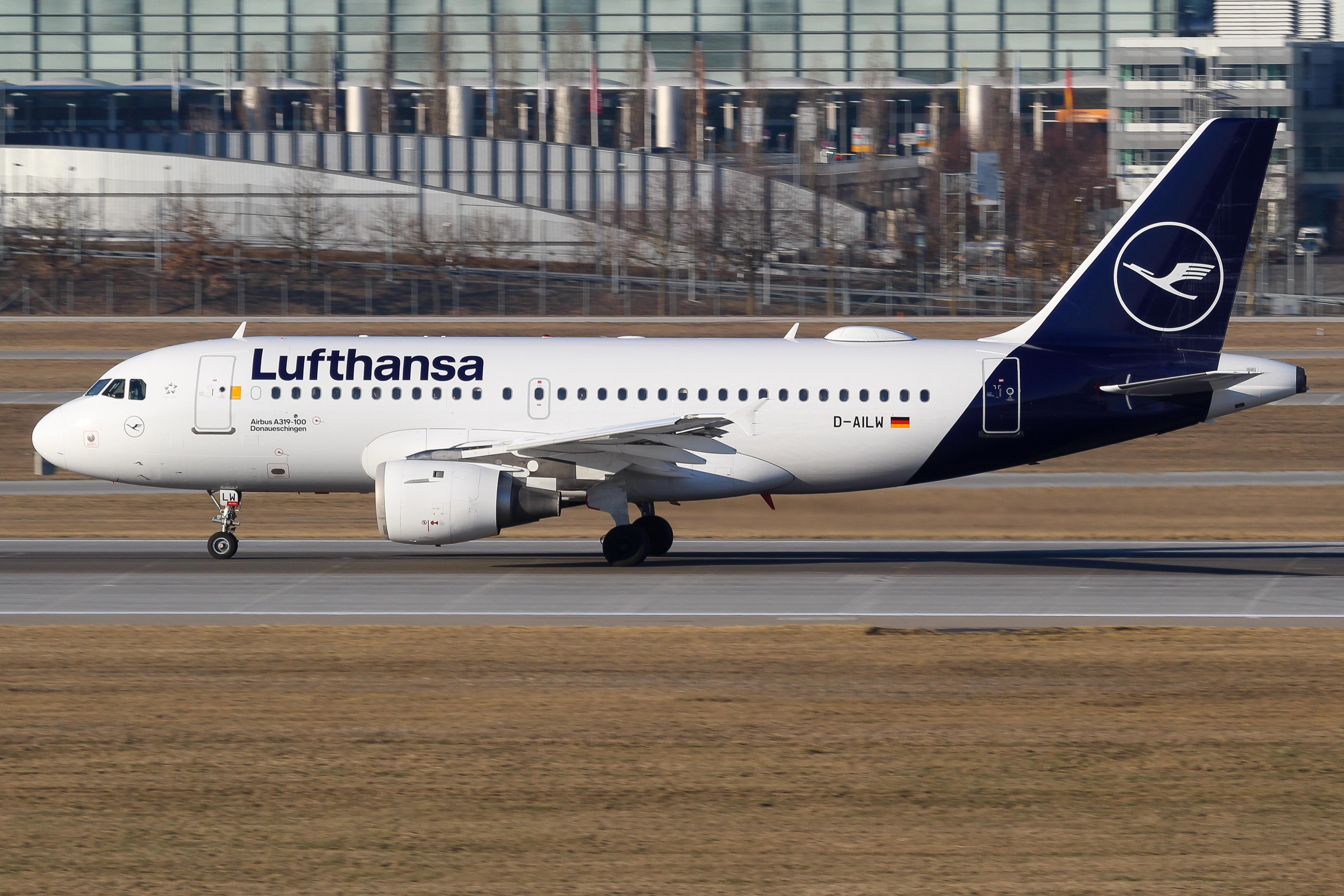
Airbus A319-100
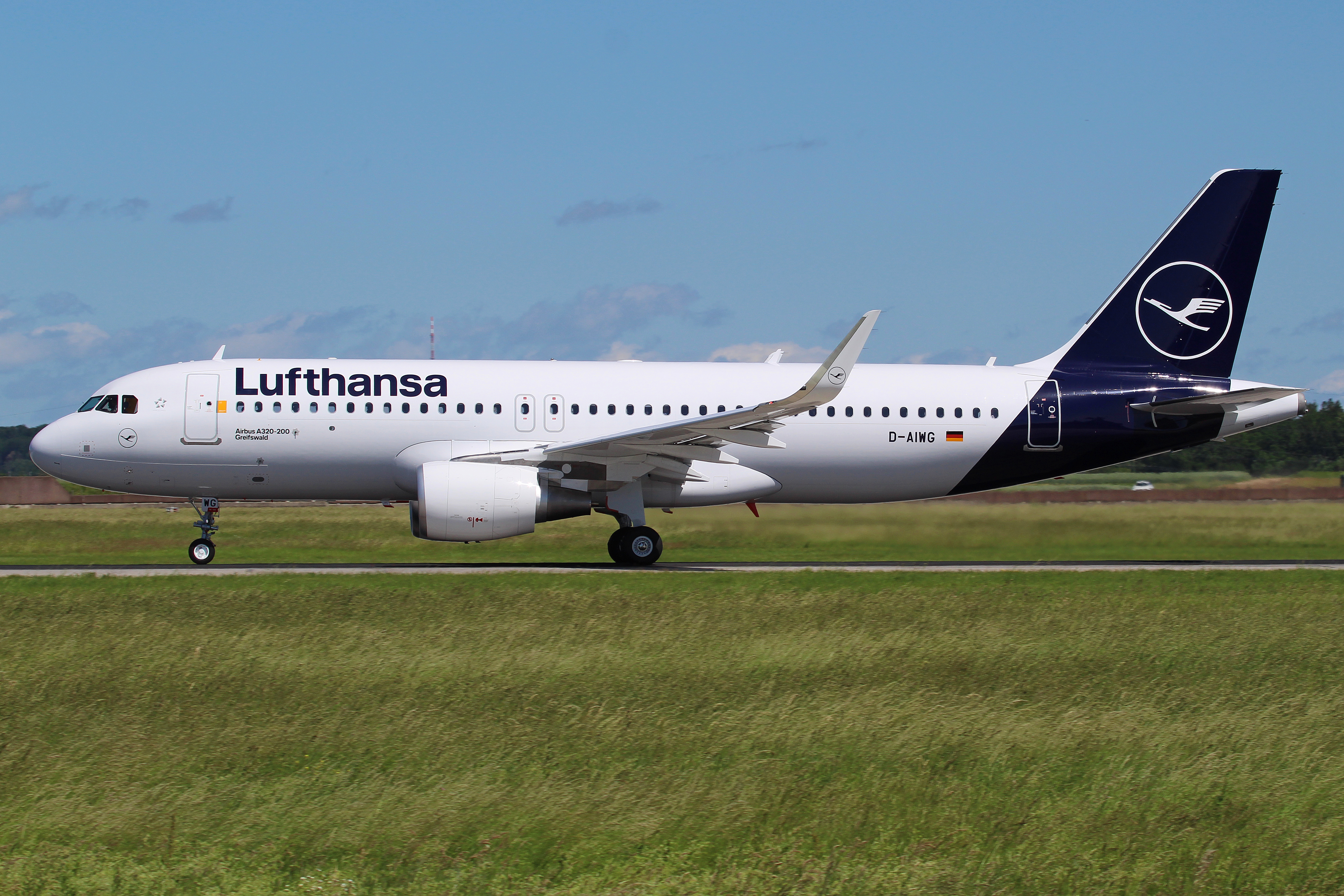
Airbus A320-200
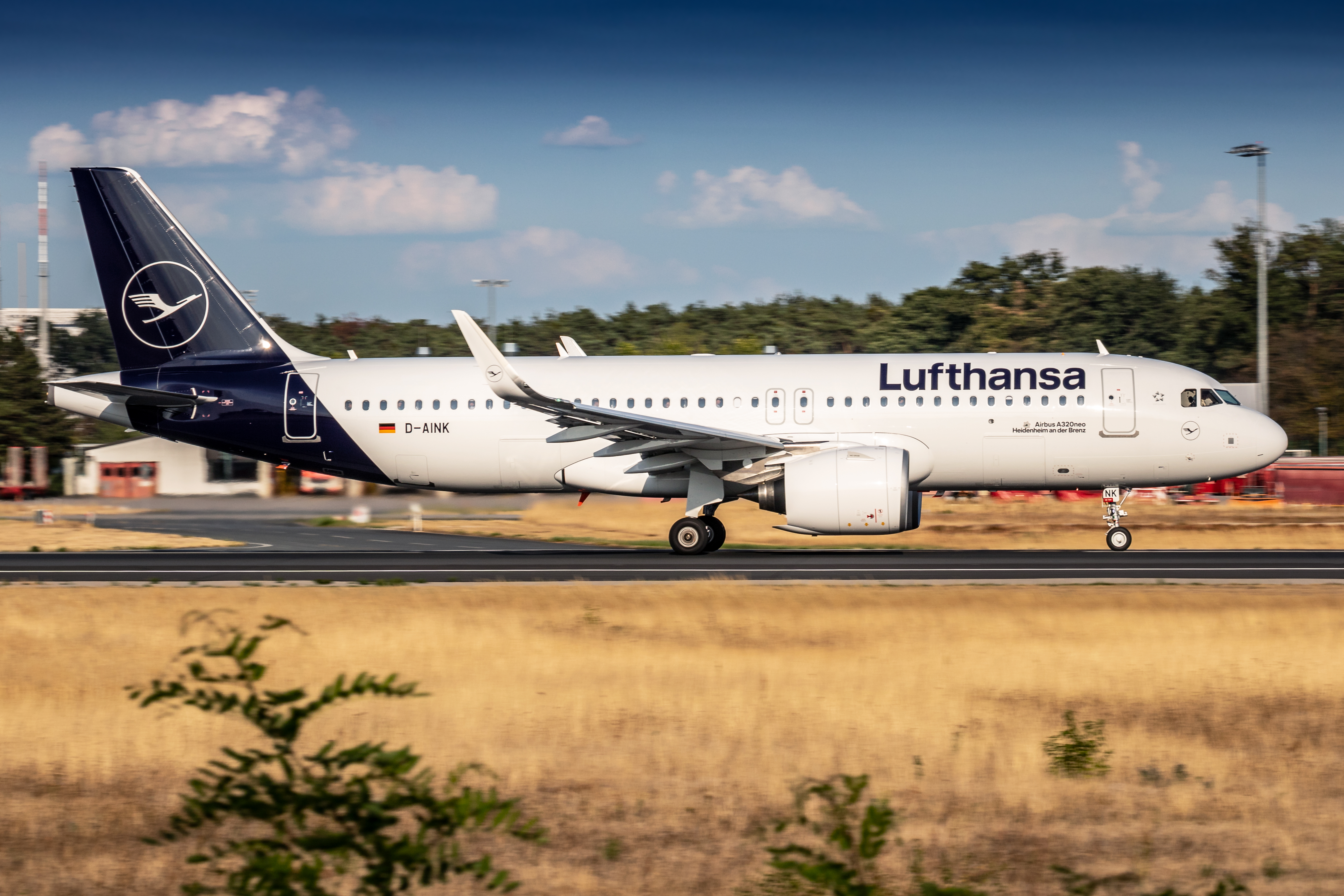
Airbus A320neo
Airbus A321-100
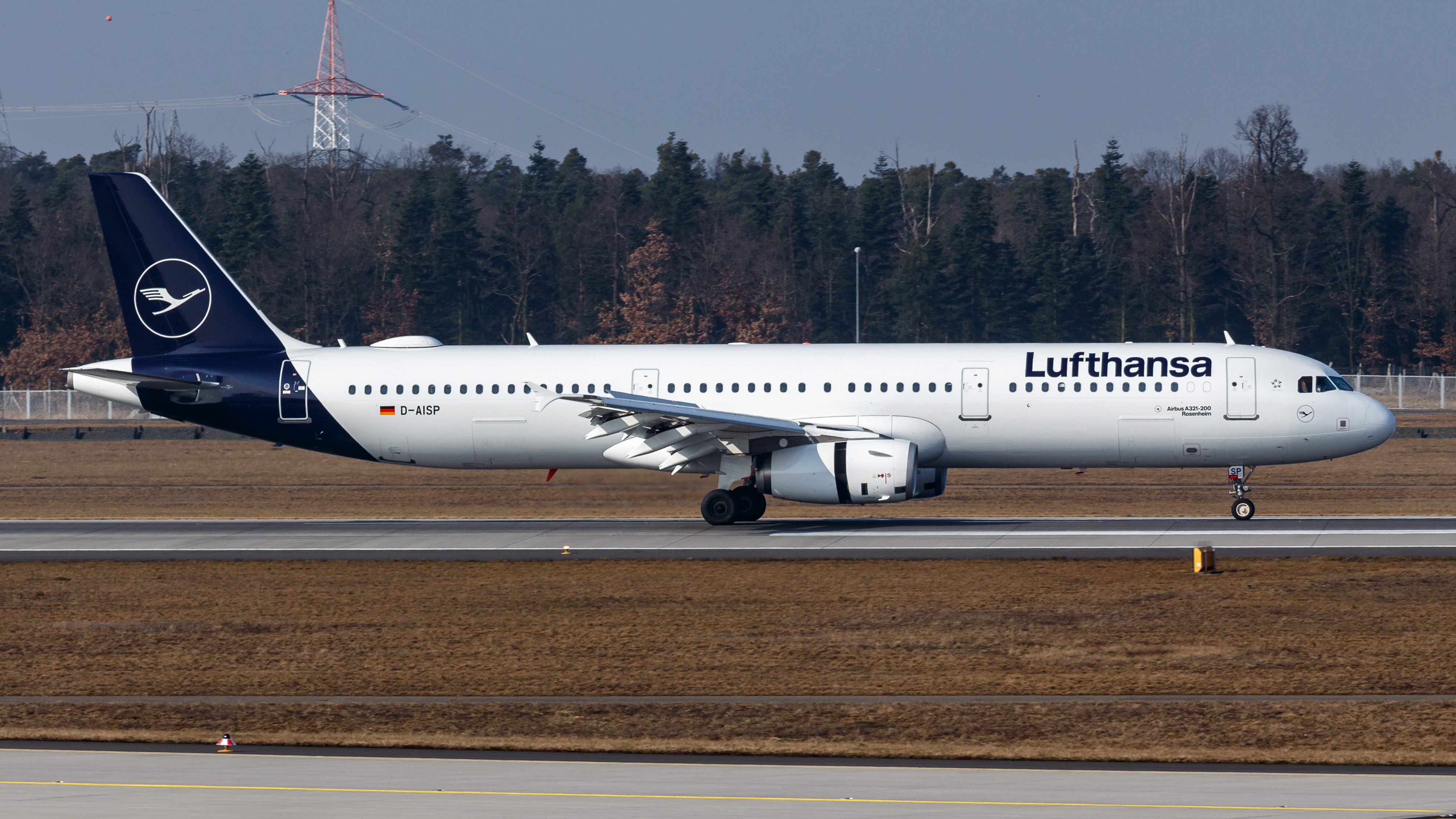
Airbus A321-200
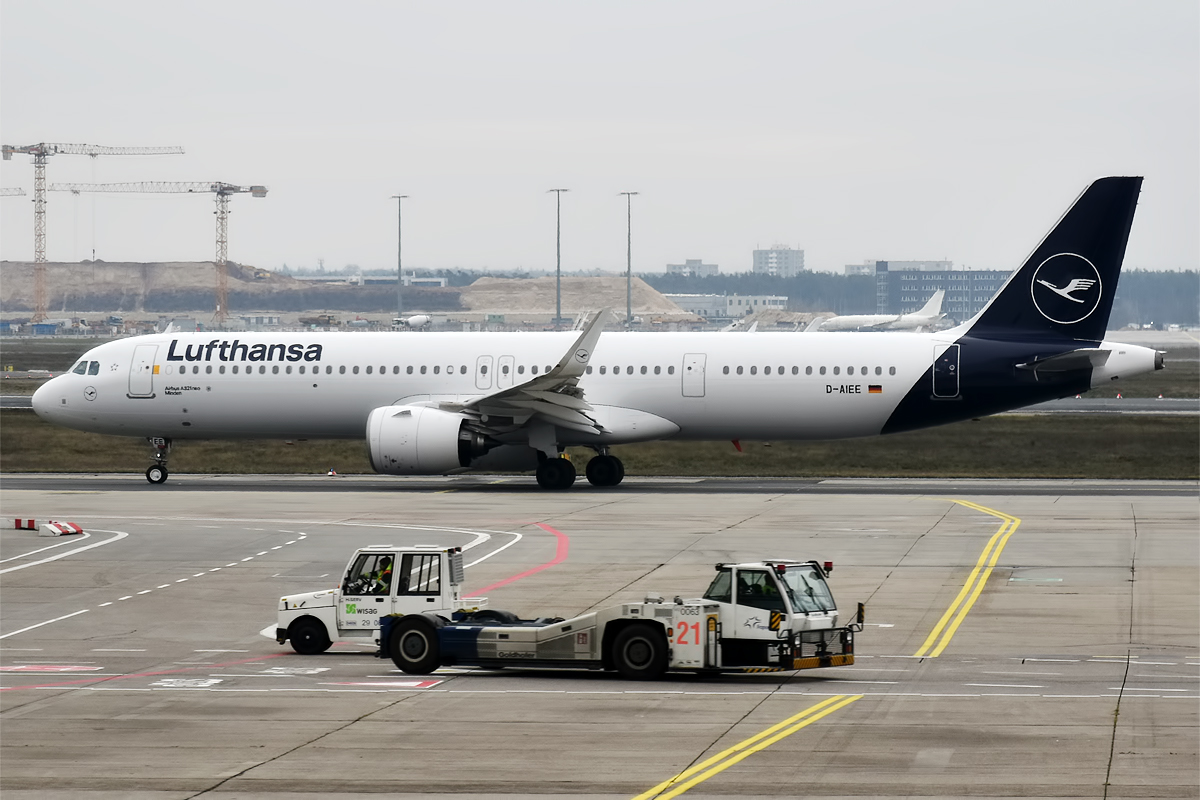
Airbus A321neo
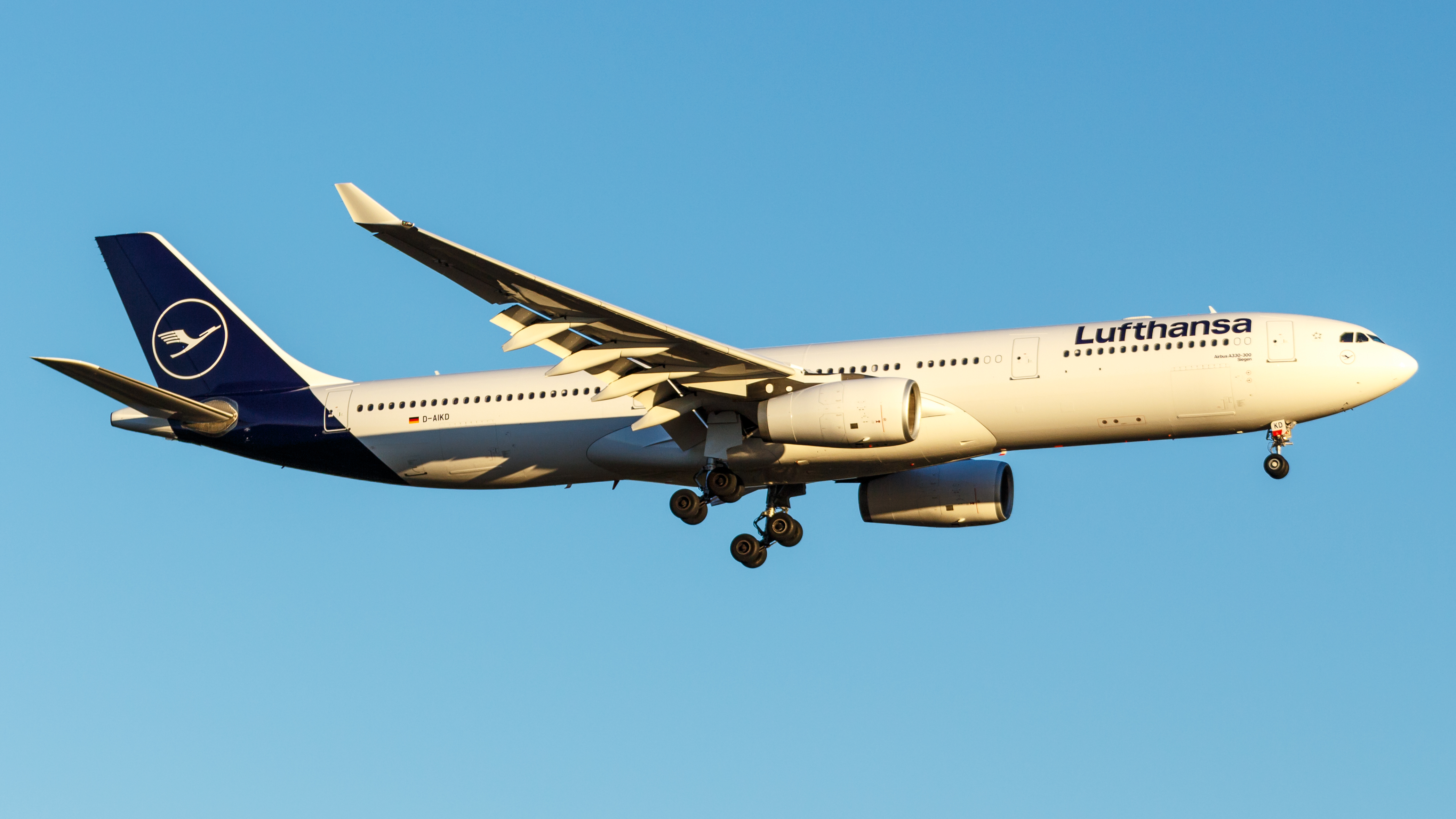
Airbus A330-300
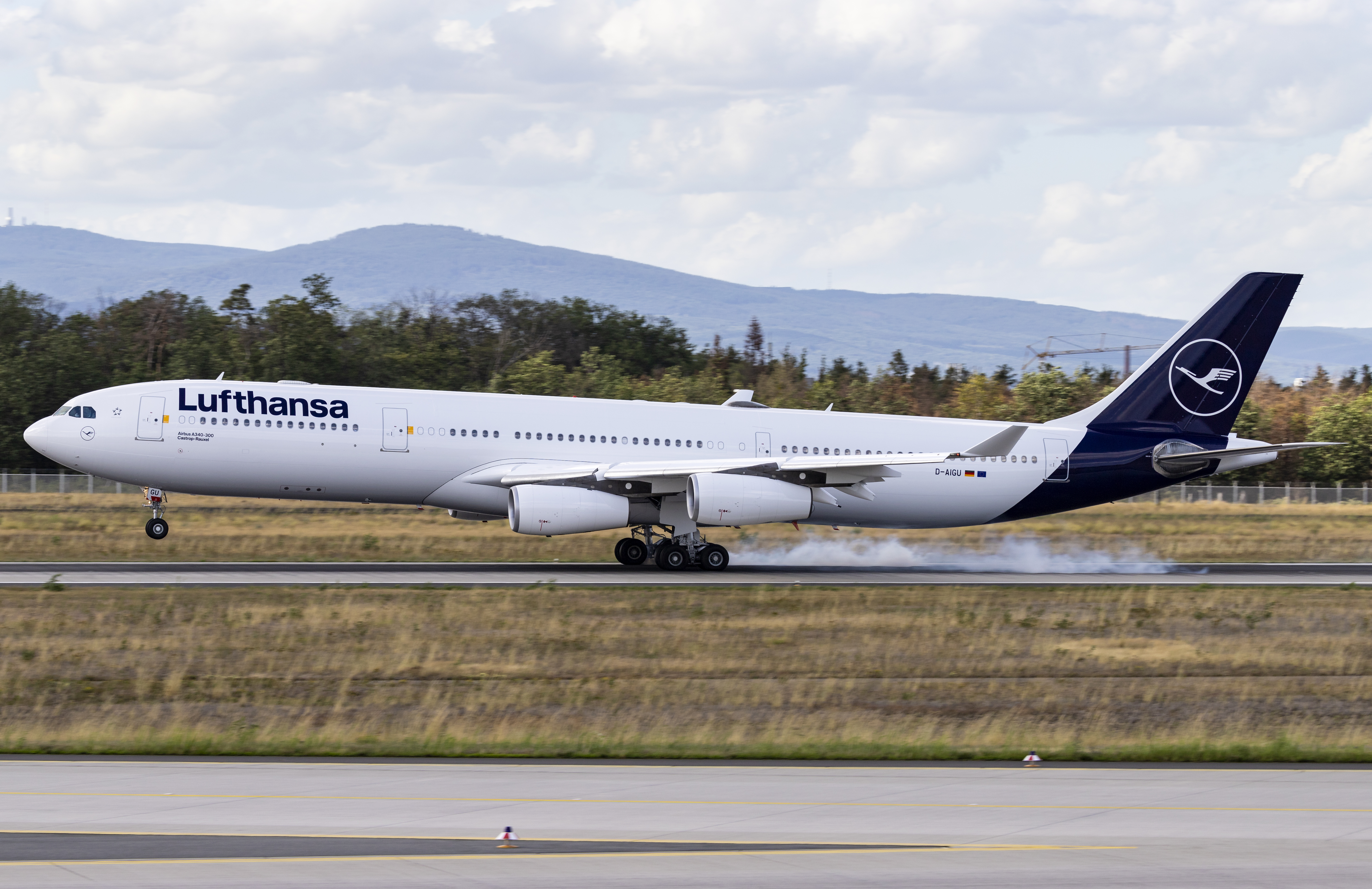
Airbus A340-300
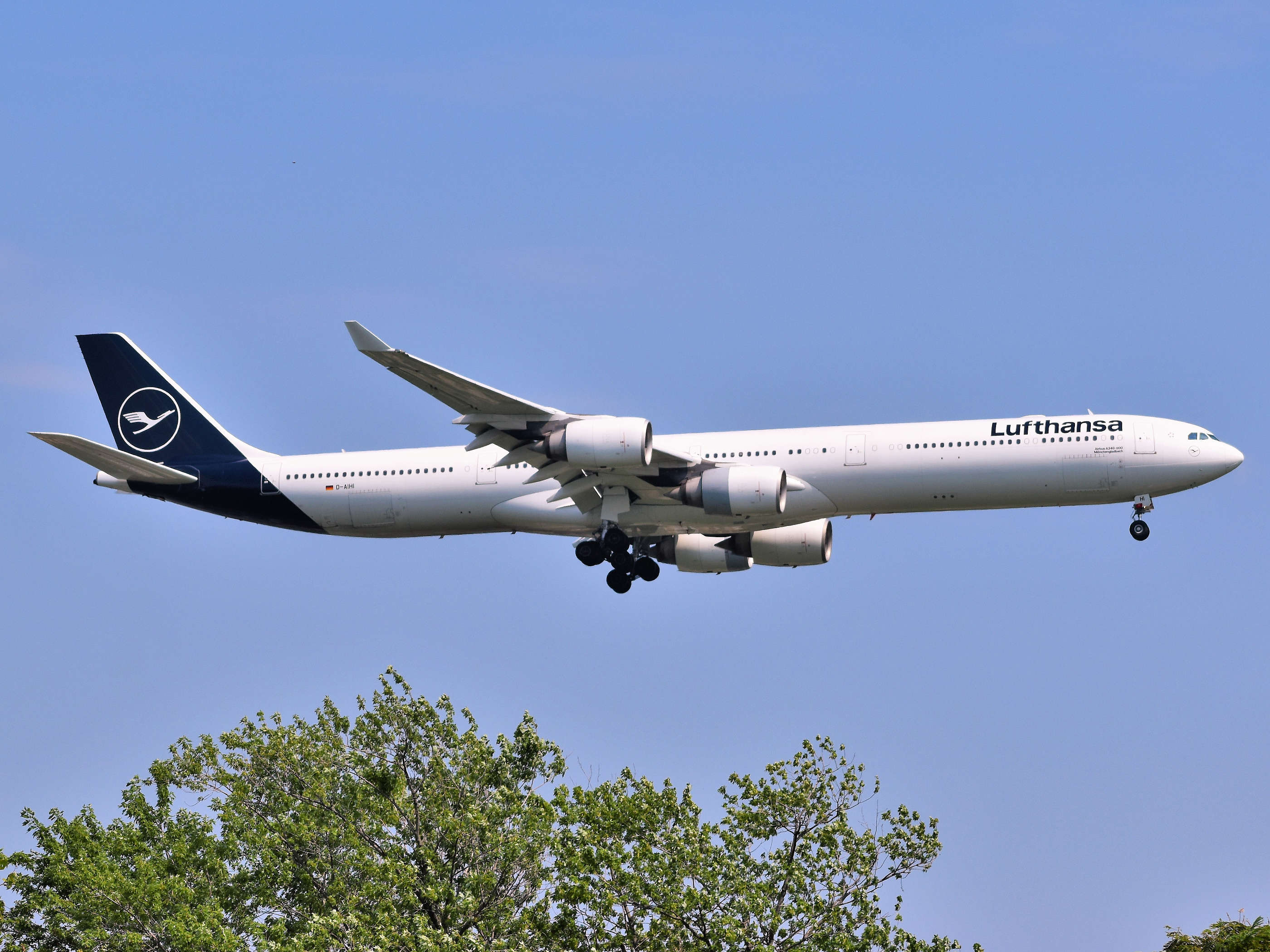
Airbus A340-600
Airbus A350-900
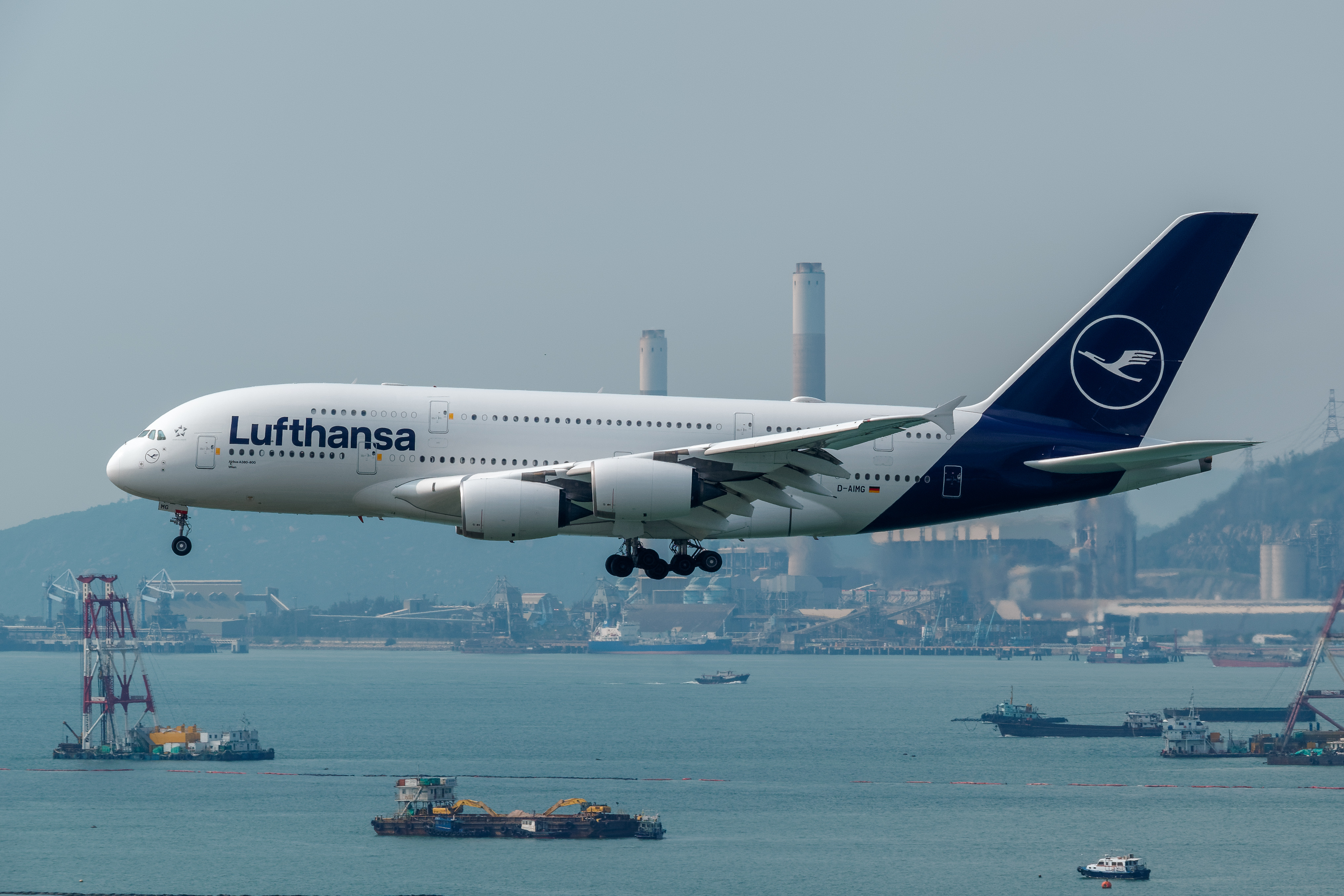
Airbus A380-800
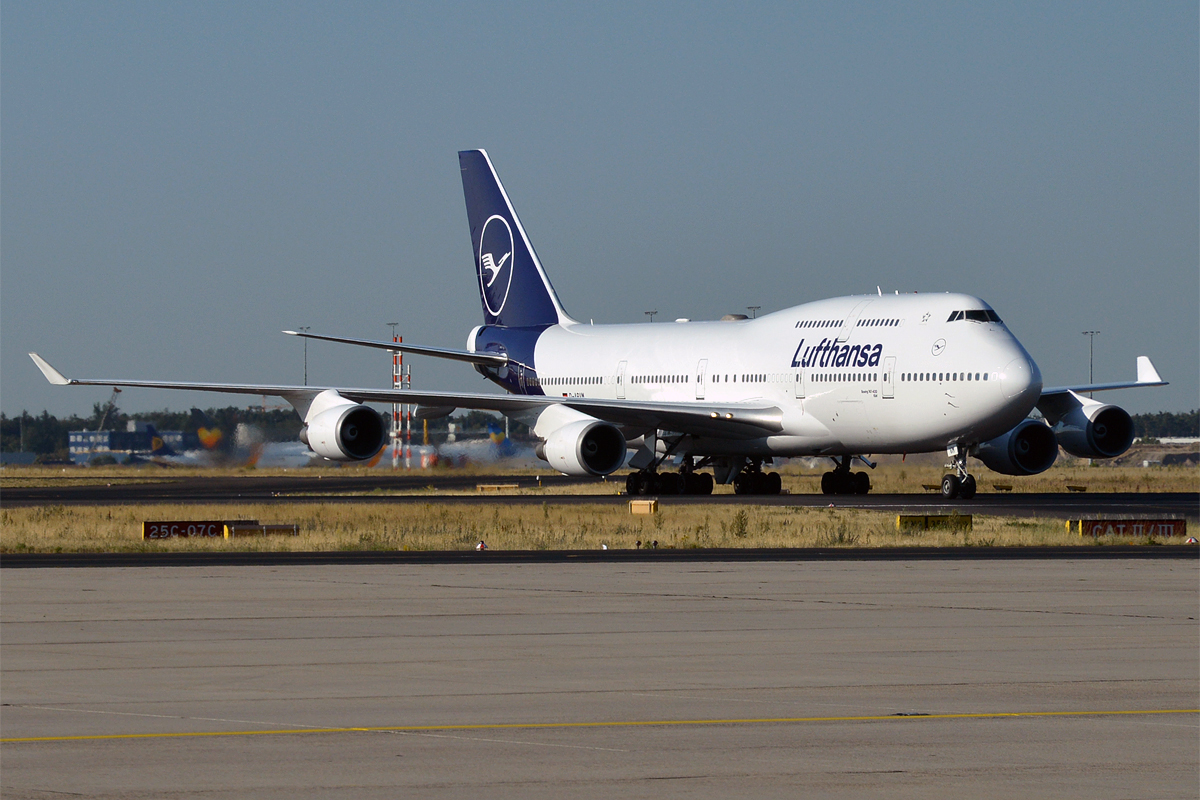
Boeing 747-400
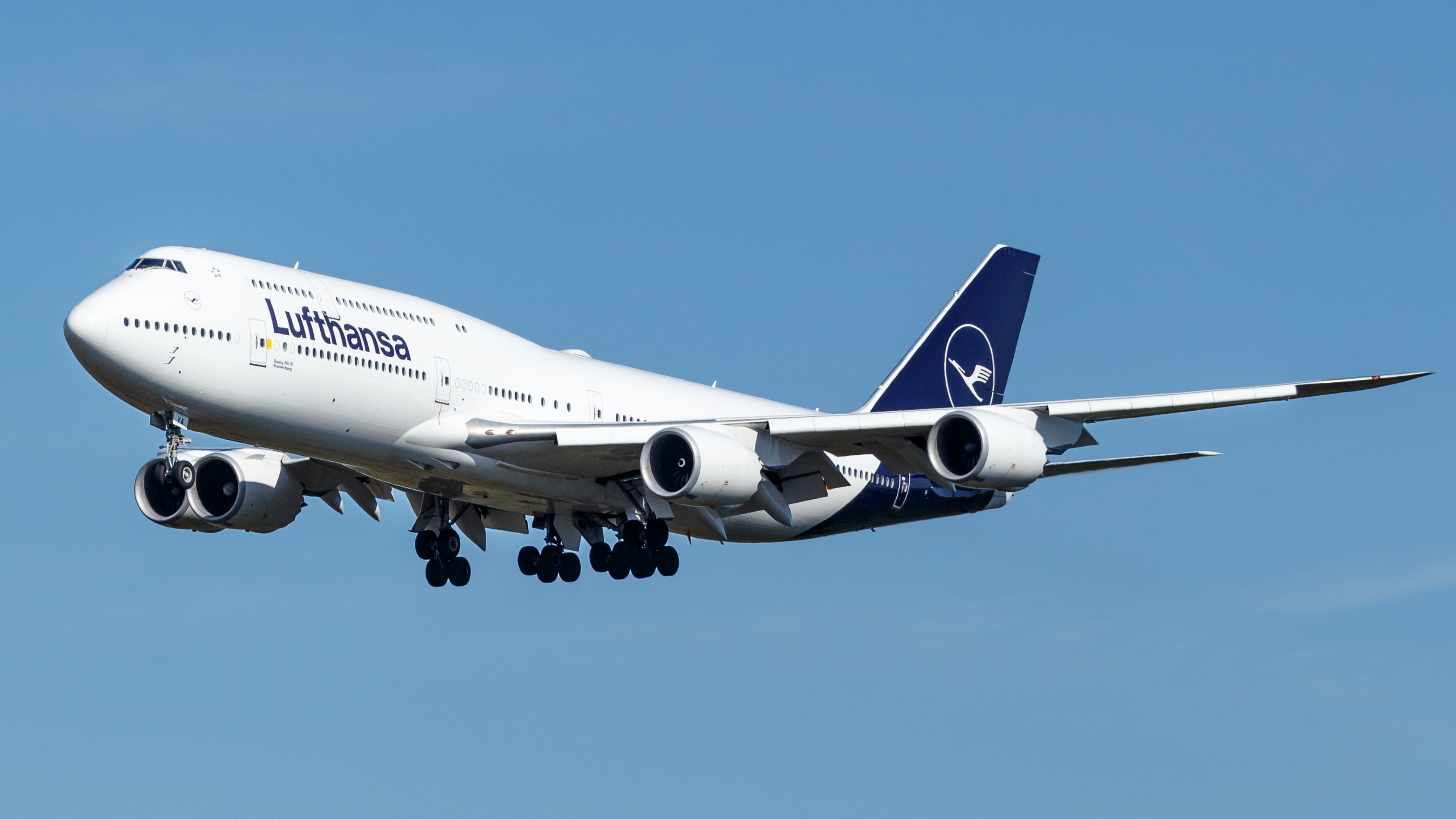
Boeing 747-8
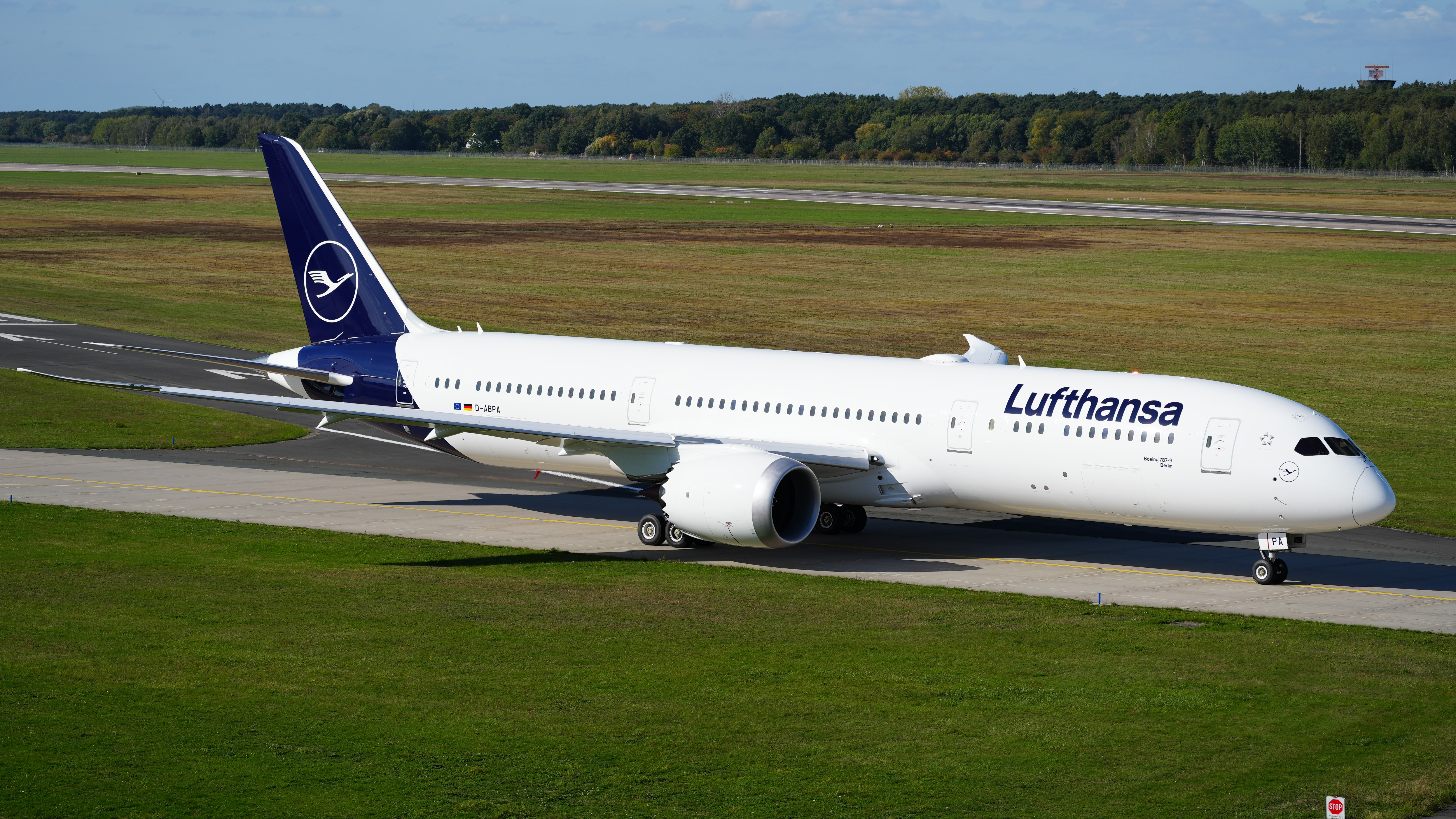
Boeing 787-9

### Flottenpolitik
Als einflussreicher Groß- und Erstkunde hat Lufthansa die Entwicklung der Boeing-Flugzeuge 737-100 und -300, der 747-400 und -8I sowie der Airbus-Typen A310, A340 und A380 entscheidend beeinflusst. Durch den Einsatz moderner Flugzeuge können beim Kerosinverbrauch variable Kosten eingespart werden. Der durchschnittliche Verbrauch der Lufthansa-Flotte wurde vom Konzern für das Jahr 2017 mit 3,76 Litern je 100 Passagierkilometer angegeben. Der Lufthansa-Konzern zielt auf einen durchschnittlichen Verbrauch von drei Litern.
Die letzte Avro RJ85 wurde von Lufthansa CityLine am 27. August 2012 ausgemustert. Bis Ende 2012 wurde im Hinblick auf die reduzierten Wachstumspläne die Ausmusterung von insgesamt 38 Kurz- und Langstreckenflugzeugen angekündigt, darunter alle Avro RJ85 und mehrere Airbus A340-300. Am 14. März 2013 gab Lufthansa die Bestellung von 100 A320 und zwei weiteren A380-800 bei Airbus bekannt. Am 19. September 2013 unterzeichnete Lufthansa eine Bestellung über 25 A350-900 inklusive 15 Optionen und weiterer 15 Vorkaufsrechte, die auch die verlängerte Version A350-1000 beinhalten, 20 Boeing 777-9 zum Ersatz der älteren A340-300 und 747-400 und eine Option auf 14 weitere Boeing 777-9. Diese Option wurde 2019 in eine Bestellung von 20 Boeing 787-9 umgewandelt. Am 29. Oktober 2016 verließ mit einer Boeing 737-300 die letzte Boeing 737 die Lufthansa-Flotte.
Lufthansa übernahm Ende Dezember 2016 den ersten von aktuell (Stand August 2018) 25 Airbus A350-900, der am 3. Februar 2017 in München offiziell vorgestellt wurde. Die Maschine nahm am 10. Februar offiziell den Flugbetrieb auf, insgesamt ist die Stationierung von fünfzehn Maschinen in München geplant.
Für den Sommerflugplan 2018 hat Lufthansa zwei Fokker 100 der Helvetic Airways geleast. Diese sollen in München stationiert werden.
Lufthansa übernahm Anfang Mai 2019 den ersten von 40 bestellten Airbus A321neo und setzte dieses Flugzeug D-AIEA am 23. Mai 2019 erstmals im Linienverkehr ein.
Bei den jeweiligen Luftfahrzeugkennzeichen der in Deutschland in der Luftfahrzeugrolle eingetragenen Flugzeuge des Lufthansa-Konzerns (zum Beispiel D-AIKJ) besteht eine – verbindliche – Systematik nur bei den ersten beiden Buchstaben. Der Buchstabe vor dem Bindestrich ist das Staatszugehörigkeitszeichen (ein „D“ für die Bundesrepublik Deutschland), der erste Buchstabe nach dem Bindestrich gibt Auskunft darüber, in welchem Bereich das Höchstabfluggewicht liegt (zum Beispiel „A“ für Flugzeuge mit einer höchstzulässigen Startmasse von mehr als 20 Tonnen). Die Kennzeichen-Vergabe erfolgt in Deutschland durch das Luftfahrt-Bundesamt. Ähnlich wie bei der Vergabe von Kfz-Kennzeichen kann bei der Vergabe der letzten drei Buchstaben gegebenenfalls auf etwaige „Kundenwünsche“ der Lufthansa eingegangen werden, falls die gewünschte Buchstabenkombination noch nicht vergeben ist. Tatsächlich wird der Lufthansa seit geraumer Zeit folgender „Kundenwunsch“ vom Luftfahrt-Bundesamt erfüllt: Der zweite Buchstabe nach dem Bindestrich soll auf den jeweiligen Flugzeughersteller beziehungsweise die Konzerngesellschaft schließen lassen können, der dritte auf den Flugzeugtyp, der vierte läuft bis auf wenige Ausnahmen (z. B. Verzicht auf Buchstabenkombinationen wie SA, SS, HJ, BYB…) durch (siehe folgende Tabelle).
In den wenigen historischen Fällen, in denen ein Luftfahrzeug zu leicht war, um ein A als zweiten Buchstaben zu bekommen, wurde A an dritter Stelle gewählt: F27 waren D-BARI und D-BARO, DC-3 waren D-CADE, D-CADI und D-CADO. Darüber hinaus kaufte Lufthansa eine 747-400 (c/n 1292) von Boeing, um sie sogleich an Royal Flight Oman weiterzuverkaufen. Während der kurzen Zeit, in der sie in LH-Diensten war (also während der Auslieferungsflüge), war sie als D-ARFO registriert.

### Aktuelle Sonderbemalungen
| Bemalung                 | Flugzeugtyp     | Luftfahrzeugkennzeichen     | Zeitraum | Bild |
| ------------------------ | --------------- | --------------------------- | --- | ---- |
| „Lu“                     | Airbus A319-100 | D-AILU                      | Der Airbus A319-114 „Verden“ mit der Registrierung D-AILU ist, passend zur Registrierung, seit 2005 auf den Seiten des hinteren Kabinendrittels mit dem Maskottchen des Lufthansa-Kinderkonzepts „Lu’s World“ lackiert. Lu ist ein kleiner Kranich mit großem Schnabel. Im Januar 2020 wurde das Flugzeug mit dem neuen Design der Lufthansa versehen. Seither ist das Maskottchen Lu zwischen dem Schriftzug „Lufthansa“ zu finden. |      |
| „Star Alliance“          | Airbus A319-100 | D-AIBH D-AIBI D-AIBJ        | BH: seit November 2021 BI: seit November 2021 BJ: seit Dezember 2019 |      |
| „Star Alliance“          | Airbus A320-200 | D-AIUA D-AIZH D-AIZM D-AIZN | UA: seit Juli 2020 ZH: seit April 2019 ZM: seit Oktober 2019 ZN: seit Oktober 2019 |      |
| „Star Alliance“          | Airbus A340-300 | D-AIGN D-AIGP D-AIGV        | GN: seit Dezember 2013 GP: seit Mai 2015 GV: seit Juni 2015 |      |
| „Lovehansa“              | Airbus A320neo  | D-AINY                      | seit Juni 2022 |      |
| „Die Maus“               | Airbus A321-100 | D-AIRY                      | seit November 1998 (umlackiert in das neue Lufthansa-Design im Februar 2019) |      |
| „600th Airbus Aircraft“  | Airbus A321neo  | D-AIEQ                      | seit Mai 2023 |      |
| „Help Alliance Aircraft“ | Airbus A321neo  | D-AIEP                      | seit Dezember 2024 |      |
| „1,500th 747“            | Boeing 747-8    | D-ABYP                      | seit Juni 2014 |      |
| „Retro“                  | Boeing 747-8    | D-ABYT                      | Zum 60-jährigen Jubiläum im April 2015 wurde eine fabrikneue Boeing 747-8 (D-ABYT) mit einer Bemalung wie sie zwischen 1967 und 1988 eingesetzt wurde, ausgeliefert. Um die Struktur des Flugzeugs zu schützen, wurde jedoch auf den im Original unlackierten, auf Hochglanz polierten Rumpf und Triebwerksverkleidungen verzichtet.                                                                                                 |      |

### Taufnamen
Viele Flugzeuge der Lufthansa tragen seit 1960 Taufnamen, die auf dem vorderen Rumpf unterhalb der Nennung des Flugzeugtyps ersichtlich sind. In der Regel sind deutsche Städte oder Bundesländer Taufpate. Wenn ein Flugzeug die Flotte verlässt, übernimmt zumeist ein neueres dessen Taufnamen. So wurde z. B. der Name „Berlin“ durch Flugzeuge der Typen Boeing 707, 747-200 und 747-400 sowie Airbus A380-800 getragen. Davon abweichend ist der Airbus A340-300 (Luftfahrzeugkennzeichen D-AIFC) „Gander/Halifax“ nach den beiden kanadischen Städten benannt, die auf der Standardflugroute von Mitteleuropa nach Nordamerika liegen. Der Doppelname soll an die Operation Yellow Ribbon erinnern, bei der nach Schließung des US-amerikanischen und des kanadischen Luftraums am Tag der Terroranschläge am 11. September 2001, Flugzeuge, die wegen geringer Treibstoffreserven nicht mehr nach Europa umkehren konnten, auf die Flughäfen Gander (39 Flugzeuge) und Halifax (47 Flugzeuge) umgeleitet wurden. Dort wurden Fluggäste und Personal, trotz der schwierigen Umstände, äußerst gastfreundlich behandelt, besonders in Gander, das im Vergleich zu seiner Einwohnerzahl die größte Anzahl an Passagieren aufnehmen musste.

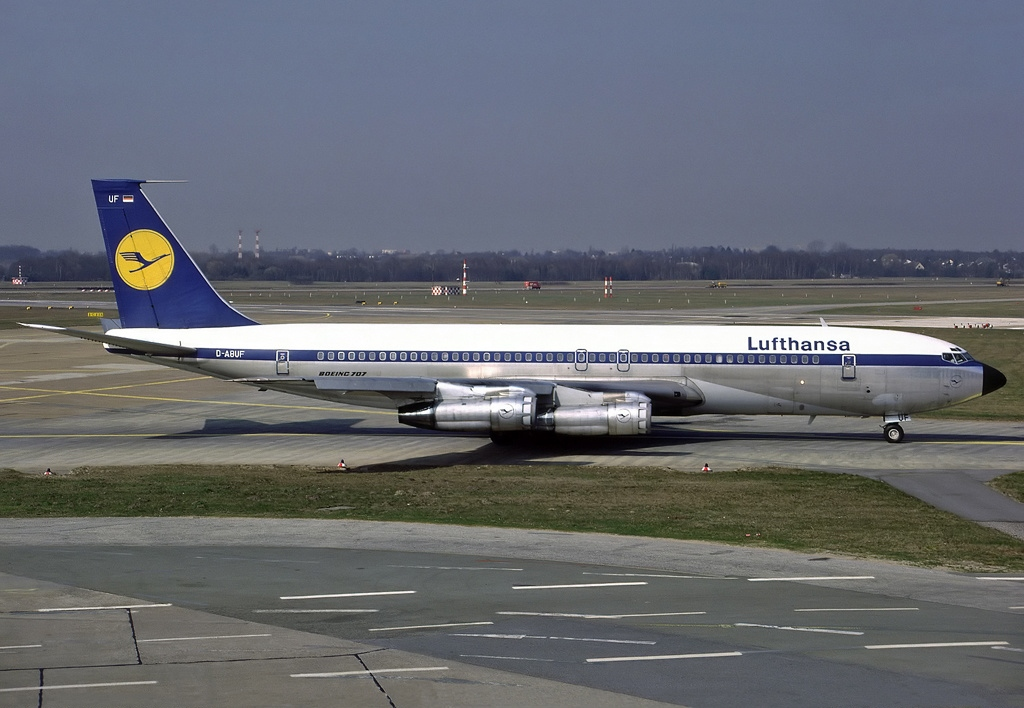
Boeing 707-330B mit dem Lufthansa-Taufnamen „Hannover“, Flughafen Hamburg

Im Februar 2010 gab die Lufthansa bekannt, ihre ersten zwei Airbus A380 nach ihren beiden größten Drehkreuzen zu benennen: „Frankfurt am Main“ (D-AIMA) und „München“ (D-AIMB). Die nachfolgend in Dienst gestellten A380-800 tragen Namen internationaler Großstädte: „Peking 北京“ (D-AIMC), „Tokio 東京“ (D-AIMD), „Johannesburg“ (D-AIME), „Zürich“ (D-AIMF), „Wien“ (D-AIMG), „New York“ (D-AIMH), „Berlin“ (D-AIMI), „Brüssel“ (D-AIMJ), „Düsseldorf“ (D-AIMK), „Hamburg“ (D-AIML), „Delhi“ (D-AIMM) und „San Francisco“ (D-AIMN). Am 18. November 2015 wurde die jüngste A380-800 mit dem Luftfahrzeugkennzeichen D-AIMN anlässlich der Eröffnung der neuen Verkehrszentrale der Lufthansa in Frankfurt („Integrated Operations Control Center“, abgekürzt „IOCC“), feierlich von Bundeskanzlerin Angela Merkel auf den Namen „Deutschland“ getauft, also entsprechend umbenannt.
Der Airbus A321-100 (D-AIRA) „Finkenwerder“ ist eine Reminiszenz an das Airbus-Werk in Hamburg-Finkenwerder, in dem ein Teil der Airbus-Modellpalette montiert wird. Der vorerst letzte Airbus, ein A350, den die Lufthansa im Juli 2020 abnahm, wurde anlässlich des 900-jährigen Stadtjubiläums nach Freiburg benannt.

### Ehemalige Flugzeugtypen
Nach ihrer Neugründung setzte Lufthansa ab 1955 unter anderem folgende Flugzeugtypen ein:
| Airbus                      | BAC                        | Boeing                               | Convair                                                   | Curtiss              |
| --------------------------- | -------------------------- | ------------------------------------ | --------------------------------------------------------- | -------------------- |
| Airbus A300B2/-B4/-600      | BAC 1-11-400 1             | Boeing 707-300B/-300C/-400           | Convair CV-340                                            | Curtiss C-46 2       |
| Airbus A310-200/-300        |                            | Boeing 720                           | Convair CV-440                                            |                      |
| Airbus A330-200             |                            | Boeing 727-100/-200                  |                                                           |                      |
| Airbus A340-200             |                            | Boeing 737-100/-200/-300/-400 3/-500 |                                                           |                      |
|                             |                            | Boeing 747-100/-200/-200F            |                                                           |                      |
|                             |                            | Boeing 757-300 4                     |                                                           |                      |
|                             |                            | Boeing 767-300 5                     |                                                           |                      |
| de Havilland                | Douglas                    | Fokker                               | Lockheed                                                  | Vickers              |
| De Havilland DH.114 Heron 6 | Douglas DC-3/C-47          | Fokker F-27-400 7                    | Lockheed L-1049G „Super Constellation“                    | Vickers Viking 1B 8  |
|                             | Douglas DC-4/C-54 9        |                                      | Lockheed L-1049H „Super Constellation“ 10 (Frachtversion) | Vickers Viscount 814 |
|                             | Douglas DC-8-51 11         |                                      | Lockheed L-1649A „Starliner“                              |                      |
|                             | McDonnell Douglas DC-10-30 |                                      |                                                           |                      |

## Service

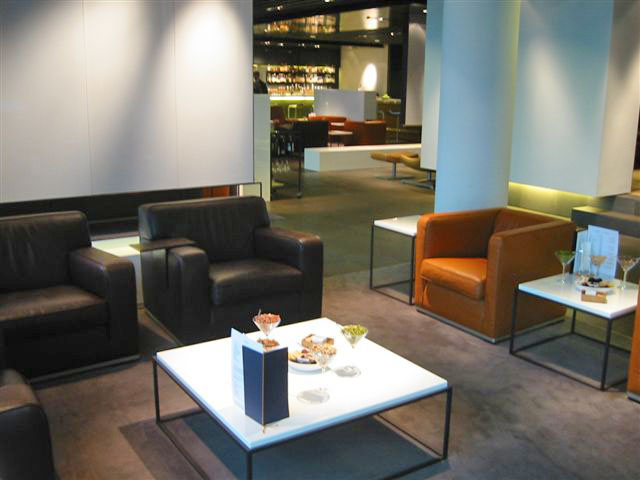
First Class Lounge der Lufthansa am Flughafen Frankfurt Main

Der Service gliedert sich bei der Lufthansa in ein System von bis zu vier Beförderungsklassen, bestehend aus Economy Class, Premium Economy Class, Business Class und First Class.
Für Kunden der höheren Klassen und Vielflieger mit Status von Miles & More oder Goldstatus der Star Alliance werden an einigen Flughäfen Lounges betrieben. Diese gliedern sich in Business Class Lounges (Zugang für Frequent Traveller und Business-Class-Gäste) sowie Senator Lounges (Zugang für Kunden mit Senator-Status und Star-Alliance-Gold-Kunden). Darüber hinaus gibt es für die höchste Stufe des Vielfliegerprogramms – den Hon Circle Status – in Frankfurt und München First Class Lounges. Das First Class Terminal in Frankfurt ist ein eigenes Gebäude und stellt, neben der Ausstattung einer First Class Lounge, einen eigenen Check-in und Sicherheitskontrollen für die Gäste der First Class bereit. Von den First Class Lounges werden die Gäste in Limousinen direkt zu ihrem Flugzeug gefahren. An Stationen ohne LH-eigene Lounges können von berechtigten Gästen meist Vertragslounges oder Lounges anderer Star-Alliance-Mitglieder genutzt werden. Im Juli 2024 eröffnete am Flughafen Newark die erste neugestaltete Lounge nach dem Allegris-Konzept.

### Kabinenprodukt
First Class

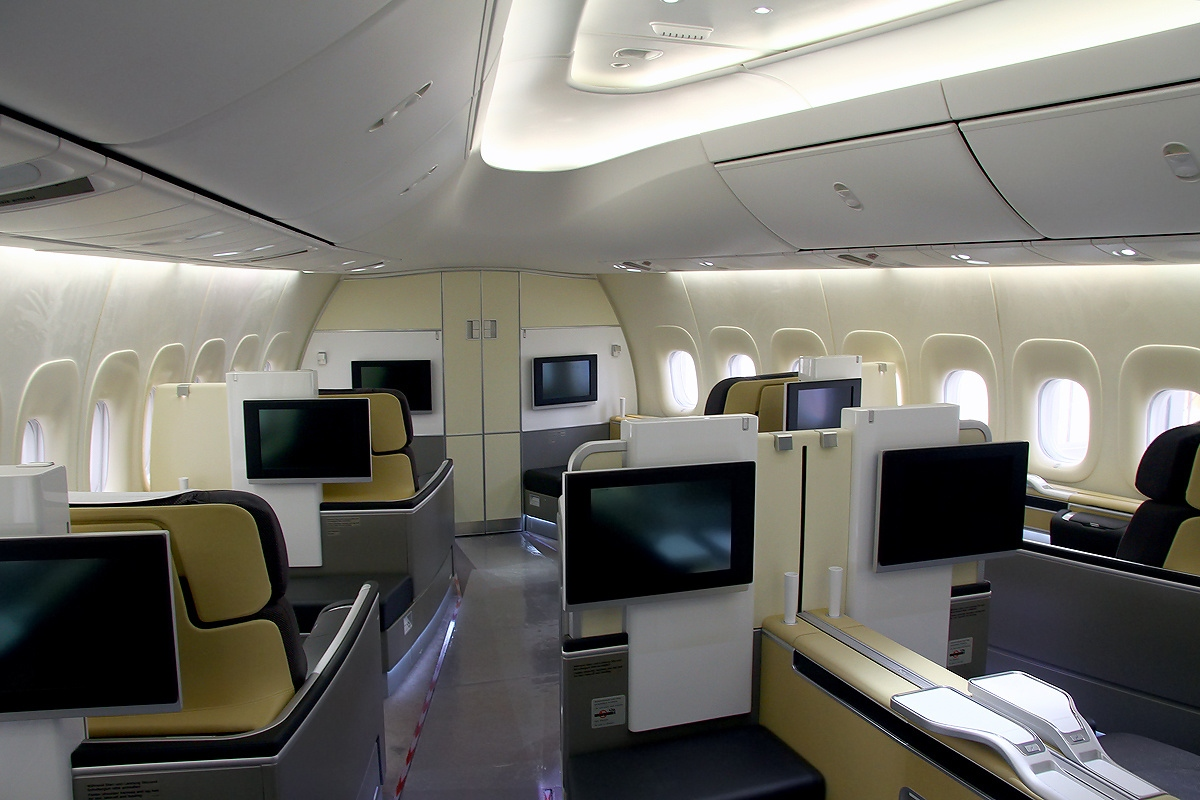
First Class einer Boeing 747-8I

Die First Class wird ausschließlich auf der Langstreckenflotte angeboten und besteht grundsätzlich aus einem Abteil mit acht Sitzen im vorderen Teil (A340-600, Boeing 747-8I) bzw. im Oberdeck des Flugzeugs (Airbus A380-800). Ende 2014 wurde die First Class aus allen in der Flotte verbleibenden 747-400 und A340-300 sowie zum Sommerflugplan 2018 aus allen A330-300 entfernt, die damit nur noch in einer Dreiklassenkonfiguration fliegen. In der First Class bietet Lufthansa einen Kaviarservice, dining on demand, sowie exklusive Weine an. Die Sitze sind in einer 1-2-1-Konfiguration verbaut.
Business Class

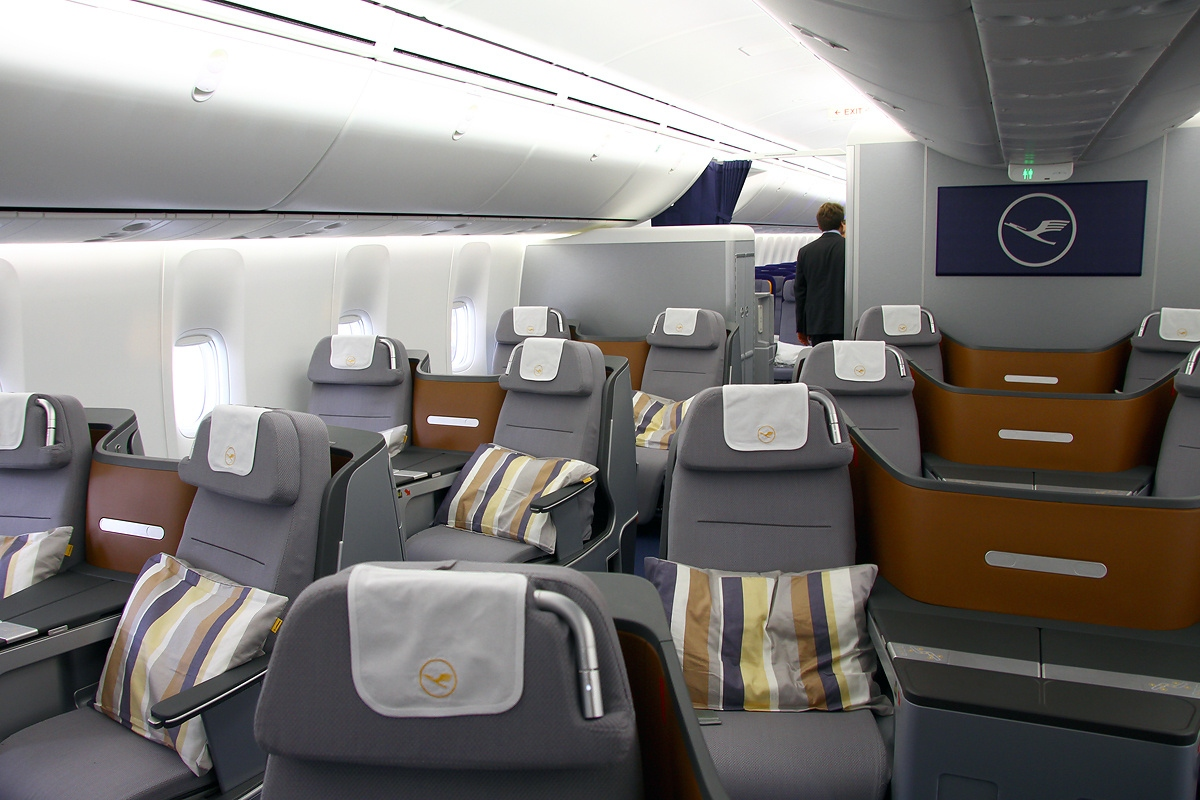
Business Class einer Boeing 747-8I

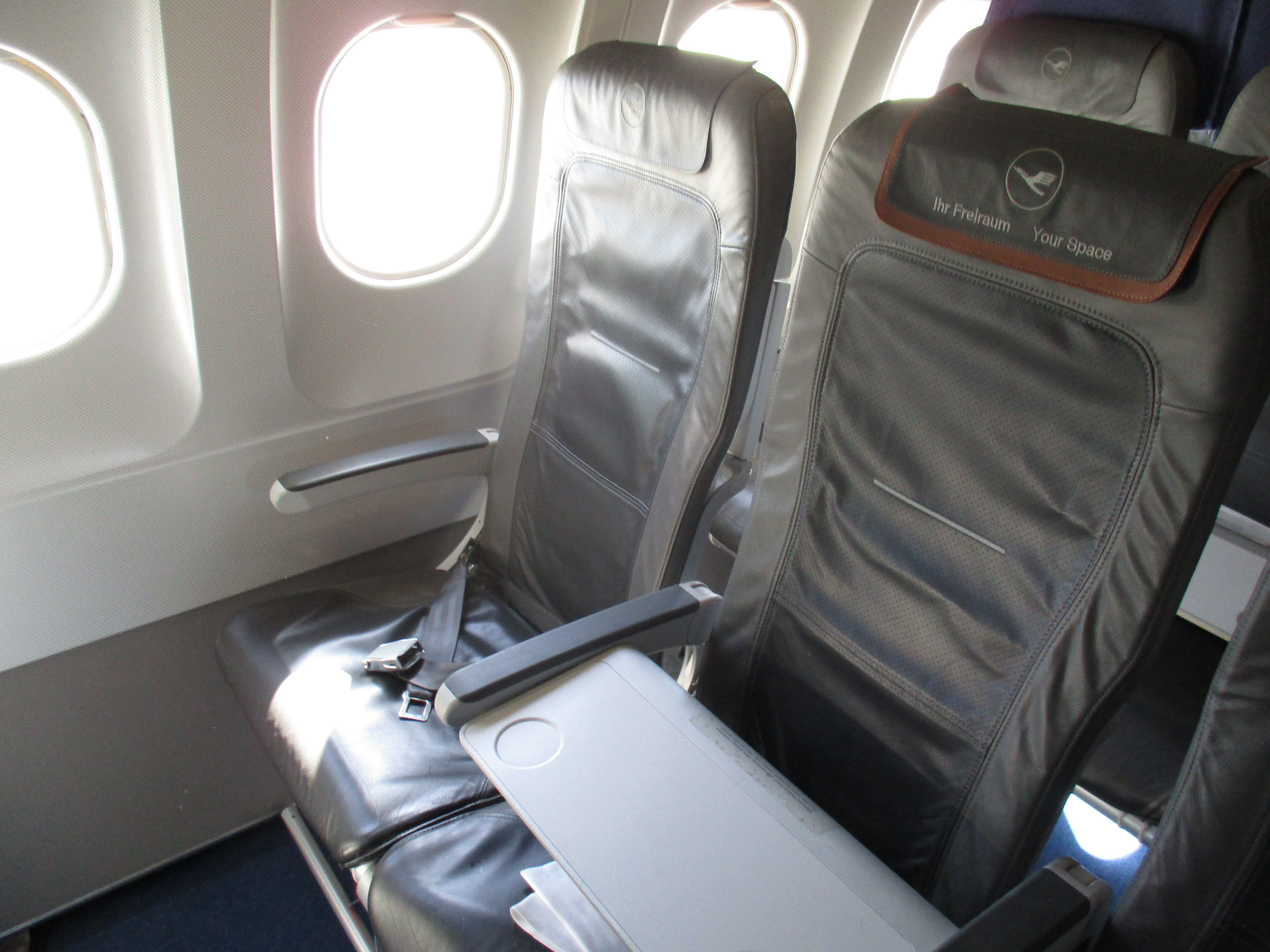
Business Class in einer A321

Auf der Langstrecke lassen sich die Business-Class-Sitze in eine völlig flache Liegefläche umwandeln. Diese Sitze wurden mit der Auslieferung der ersten Boeing 747-8I eingeführt und im Rest der Flotte nachgerüstet. Sie ersetzen das vorherige Modell, das nur eine geneigte Liegefläche bot.
Auf der 747-8I sowie der 747-400 befindet sich im Oberdeck eine 2-2-Sitzkonfiguration, in der Boeing 747-800 im Hauptdeck zwischen der First und Economy bzw. Premium Economy Class eine 2-2-2-Konfiguration. In der Boeing 747-400 ist die Business Class im Hauptdeck in einer 2-3-2-Konfiguration verbaut. In allen Flugzeugen der Airbus-Flotte (A330-300, A340-300, A340-600, A350-900 und A380-800) ist die Business Class stets in einer 2-2-2-Konfiguration eingebaut.
Die Verpflegung auf der Langstrecke besteht üblicherweise aus einem mehrgängigen Menü, wobei für jeden Gang mehrere Optionen zur Auswahl stehen.
Auf der Kurzstrecke und teilweise auf der Mittelstrecke verwendet Lufthansa das Prinzip des „Movable Class Dividers“, eines beweglichen Vorhangs, der in der Kabine hängt und verschoben werden kann. Die Sitze sind die gleichen wie in der Economy Class, allerdings bleibt der mittlere Sitz leer und die Sitze haben teilweise etwas mehr Beinfreiheit. Der Vorteil dieses Systems ist, dass die Business Class je nach Nachfrage vergrößert oder verkleinert werden kann. Verpflegung und Service sind im Vergleich zur Economy Class aufgewertet. In manchen Flugzeugen befindet sich auf dem Mittelsitz ein Tisch, der als Ablage benutzt werden kann.
Premium Economy Class
Seit dem 22. November 2014 bietet Lufthansa eine Premium Economy Class an, die zwischen Business und Economy Class angesiedelt sind. Die Klasse war zunächst in der Boeing 747-8I verfügbar und wurde bis Sommer 2015 auf der gesamten Langstreckenflotte nachgerüstet.
Im Vergleich zur Economy Class wurde der Sitzabstand (96,5 cm) vergrößert, zudem sind die Sitze breiter, haben einen größeren Bildschirm und lassen sich um 130 Grad nach hinten lehnen.
In der Premium Economy erhalten die Passagiere ein mehrgängiges Menü. Die Getränkekarte entspricht der der Economy Class.
Passagiere der Premium Economy Class können ein zusätzliches Gepäckstück aufgeben. Gegen einen Aufpreis ist ein Zugang zur Business Class Lounge der Lufthansa möglich.
Economy Class

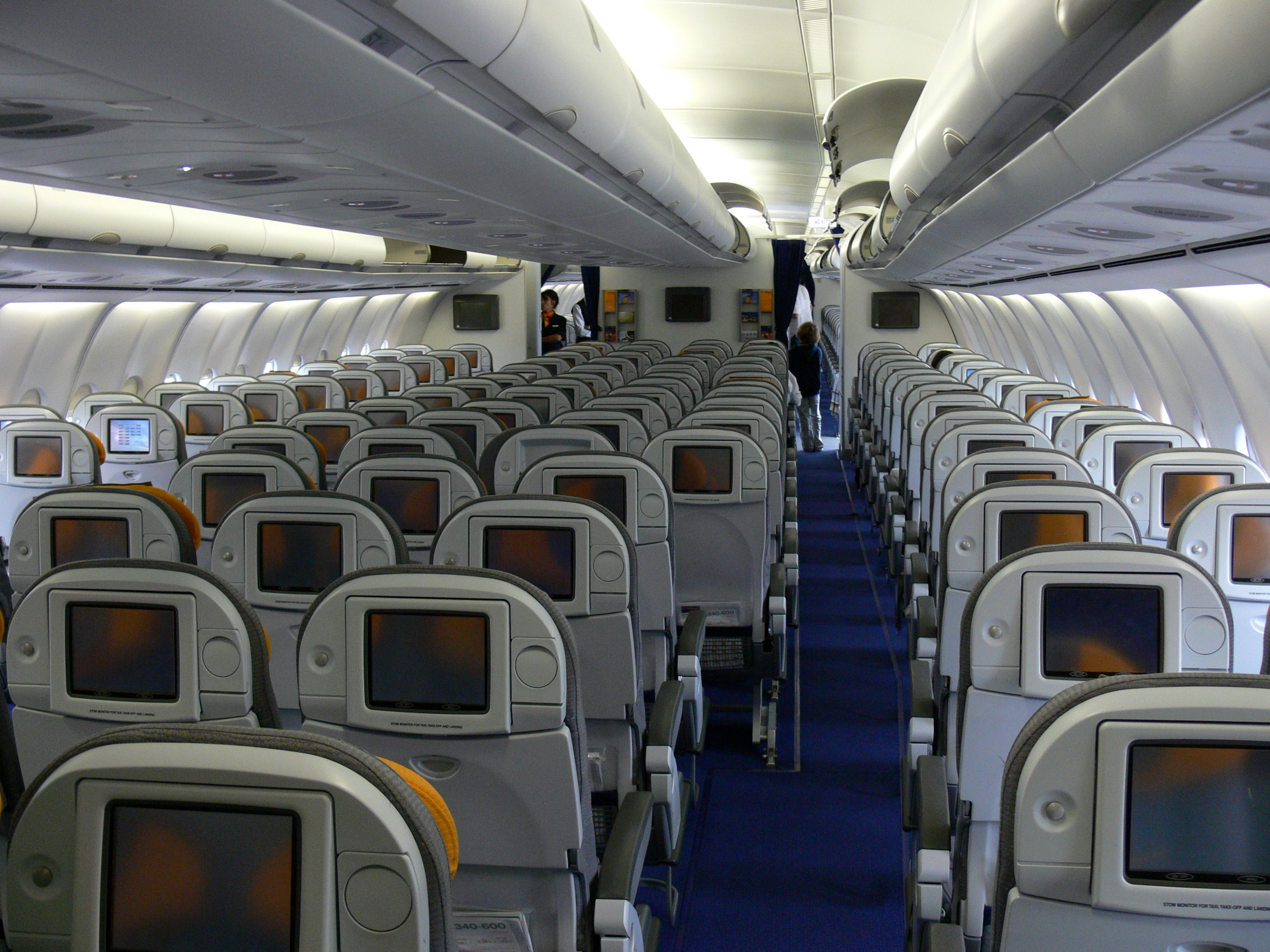
Economy Class einer A340-600

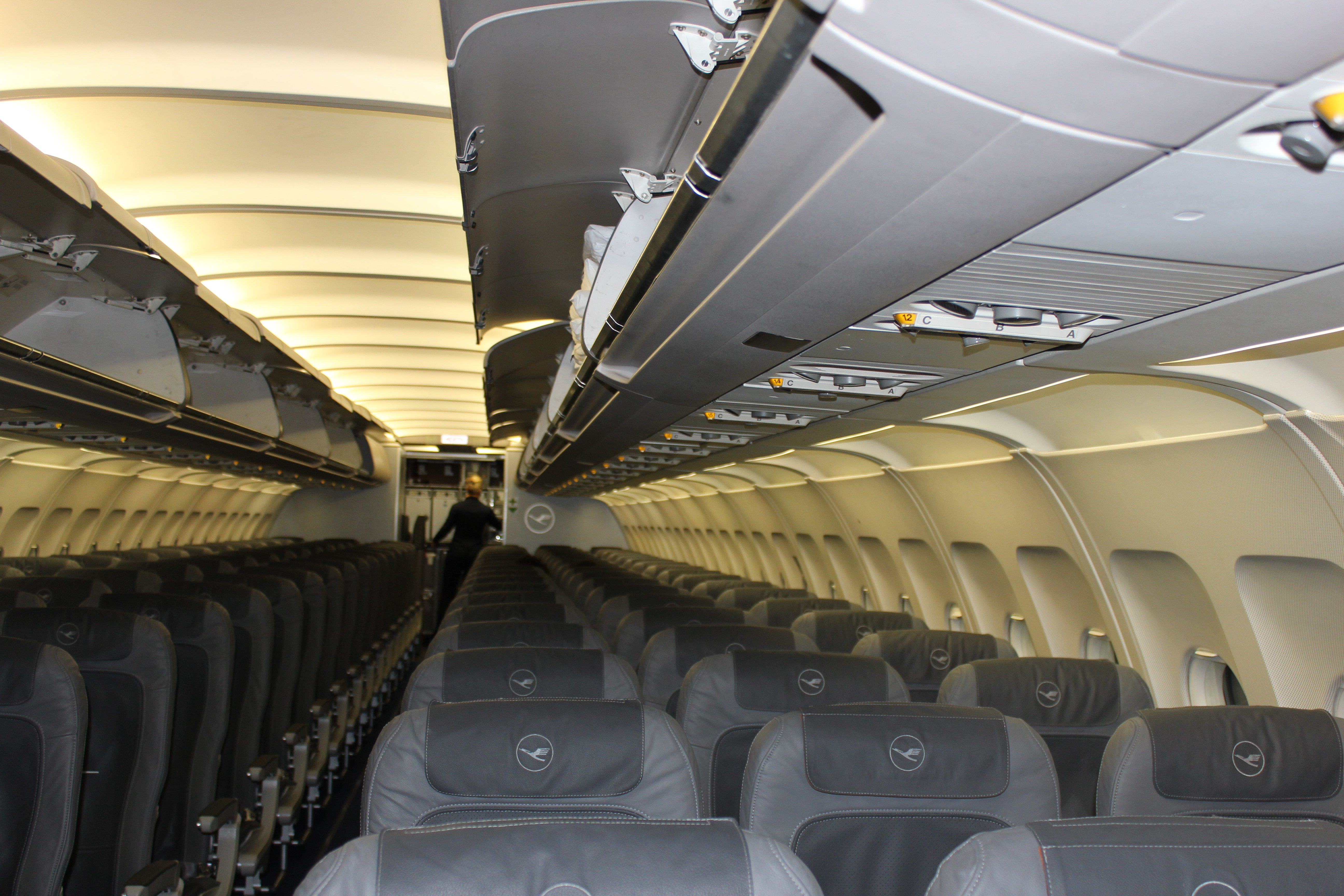
Economy Class für Kurz- und Mittelstrecken einer A321-200

Von 2007 bis 2014 wurde die gesamte Langstreckenflotte mit persönlichen Entertainment-Bildschirmen in der Economy-Klasse ausgerüstet. Zuvor wurde die Bordunterhaltung auf zentralen Monitoren mit je nach Sitzplatz eingeschränkter Sicht und ohne Auswahlmöglichkeit gezeigt. Mit der Auslieferung der neuen A350-900 wurde ein neues Sitzmodell eingeführt, bei welchem das aktuell vorherrschende Grau neu durch ein Blau ersetzt wurde.
Für die Kurz- und Mittelstreckenflotte stellte Lufthansa am 9. Dezember 2010 die neue „Neue Europa Kabine“ (sic!) (kurz NEK) vor. Sie umfasst leichtere und dünnere Sitze und weitere Kabinenumbauten, darunter beispielsweise den Ausbau der Toiletten und der Galley in der Mitte der Kabine der Airbus A321-100 und -200. Die Kurz- und Mittelstreckenflotte verfügt weder über persönliche Bildschirme noch Monitore an der Kabinendecke. Anfang 2018 wurde bekannt gegeben, dass konzernweit (Lufthansa, Swiss und Austrian Airlines) ein neuer Sitz eingeführt wird. Dieser soll den Austausch der Flugzeuge untereinander erleichtern. Eurowings und Brussels Airlines sind von dieser Neuerung vorerst ausgenommen.
Auf Langstreckenflügen wird Verpflegung angeboten, üblicherweise stehen zwei oder mehr Menüoptionen zur Auswahl. Auf Kurzstrecken erhalten die Passagiere lediglich einen kleinen Snack und ein Getränk. Getränke und Verpflegung müssen auf der Kurzstrecke seit Inkrafttreten des Sommerflugplans 2021 kostenpflichtig erworben werden. Passagiere erhalten lediglich eine kostenlose Wasserflasche und eine kleine Schokolade. Die Ankündigung der Einführung des neuen Catering-Konzepts stieß auf Kritik. Lufthansa reagierte nach eigenen Angaben auf Kundenfeedback mit der Einführung des „Buy on Board“-Konzepts.
Allegris
2017 kündigte Lufthansa erstmals ein neues Kabinenprodukt an, das ab 2020 in der Boeing 777-9 zum Einsatz kommen sollte. Unter dem Namen Allegris präsentierte Lufthansa am 14. Oktober 2022 die Details der neuen Generation und stellte eine Einführung im Jahr 2023 in Aussicht. Diese Kabine zeichnet sich unter anderem durch unterschiedliche Optionen in der Business Class sowie eine aufgewertete Premium Economy Class aus. Seit dem 1. Mai 2024 werden erste Flüge mit der Allegris-Kabine durchgeführt, zunächst mit neu ausgelieferten Flugzeugen des Typs Airbus A350-900. Neue Boeing 777-9, 787-9 und Airbus A350 sollen direkt mit der neuen Kabinengeneration ausgeliefert und bestehende Boeing 747-8 umgerüstet werden. In der Boeing 747-8 wird zunächst nur die Business, Premium Economy und Economy Class ausgetauscht, erst in einem zweiten Schritt wird zwei Jahre später auch die First Class und die Business Class im oberen Deck auf Allegris umgerüstet. Die Bestandsflotte von Airbus A380 wird nicht mit der Allegris-Kabine ausgestattet. Diese Flugzeuge werden mit dem Thompson Aero Vantage XL Sitz auf eine 1-2-1 Konfiguration in der Business Class umgerüstet. Unklar ist, ob bestehende Airbus A350 und Boeing 787 mit 1-2-1-Konfiguration, die vorher für Philippine Airlines im Einsatz waren, bzw. von der HNA Group bestellt wurden, auf das Allegris-Kabinenprodukt umgerüstet werden sollen.

### Bord-Internetzugang
2004 bot Lufthansa als erste Fluggesellschaft in Langstreckenflugzeugen unter dem Namen FlyNet einen Internetzugang während des Fluges an. Dies geschah in Zusammenarbeit mit Connexion by Boeing, wurde jedoch seitens Boeing mangels Rentabilität 2006 wieder eingestellt. Seit Ende 2010 bot Lufthansa in Zusammenarbeit mit der Telekom zunächst zwischen Europa und Nordamerika wieder einen Internetzugang an. Seit Ende 2014 ist die komplette Langstreckenflotte mit FlyNet ausgerüstet. FlyNet wurde zwischenzeitlich im gesamten Langstreckennetz mit Ausnahme des chinesischen Luftraums sowie einigen Nordpolarregionen verfügbar. Außerdem wurde nach einigen Tests 2017 mit der Nachrüstung aller Flugzeuge der Airbus-A320-Familie begonnen. Die Nutzung ist gebührenpflichtig, es steht jedoch ein kostenloses Portal mit aktuellen Nachrichten und Sportübertragungen zur Verfügung.

### Vielfliegerprogramm
Unter dem Namen Miles & More wird seit 1993 ein Vielfliegerprogramm unterhalten. Diesem Bonussystem haben sich die europäischen Luftfahrtunternehmen Adria Airways, Austrian Airlines, Brussels Airlines, Croatia Airlines, LOT, Luxair und Swiss angeschlossen. Air One ist nach ihrer Übernahme durch Alitalia aus dem Programm ausgeschieden.
„Miles & More“ ist ab Ende 2010 in die Kritik geraten, da der Lufthansa vorgeworfen wurde, den Wert der erworbenen Meilen zu kurzfristig und zu Ungunsten der Mitglieder abgewertet zu haben. Zuletzt einigte sich Lufthansa mit einem klagenden Mitglied auf einen Vergleich und erklärte sich bereit, Änderungen an der zugrundeliegenden Meilentabelle erst nach einer dreimonatigen Vorlauffrist vorzunehmen.
Laut Branchenexperten trug das Programm, dessen Gewinnbeitrag bisher nicht offiziell im Geschäftsbericht veröffentlicht wird, im Geschäftsjahr 2012 rund 700 Mio. Euro zum Konzerngewinn bei.

### Alleinreisende Kinder und Assistenzbedürftige
Die Hauptaufgabe des am 6. Mai 1968 auf dem Flughafen Frankfurt Main ins Leben gerufenen „Rotkäppchenservices“ oder „Rotkäppchendiensts“ besteht in der Betreuung alleinreisender Kinder und mobilitätseingeschränkter Passagiere. Zum Gründungszeitpunkt des Betreuungsdienstes trugen die überwiegend weiblichen Mitarbeiter, im Gegensatz zu den fliegenden Kollegen, eine rote Pillbox (Kopfbedeckung) anstatt einer blauen. Dies war für Gäste und Flughafenmitarbeiter ein klares Erkennungsmerkmal und Anstoß für den dann schnell gefundenen Spitznamen „Rotkäppchenservice“. Der Rotkäppchenservice betreut jährlich mehr als 270.000 Fluggäste, darunter fast 50.000 Kinder.
Die Betreuung mobilitätseingeschränkter Gäste war alleinige Aufgabe der Fluggesellschaften, bis im Jahre 2008 aufgrund einer EU-Verordnung, welche die Betreuung mobilitätseingeschränkter Passagieren klar regelte, die Flughafenbetreiber diese Aufgabe übernehmen sollten. In Frankfurt führte dies 2008 zur Gründung eines Joint Ventures zwischen der Fraport und der Lufthansa mit dem Namen FraCareServices (FraCareS).
Der Service für alleinreisende Kinder ist kostenpflichtig, die Betreuung mobilitätseingeschränkter Gäste ist kostenlos. Beides sollte vorab bei Lufthansa per Telefon oder über das Reisebüro beantragt werden.

## Kritik

### Verdrängung der Verstrickung in den Nationalsozialismus / Zwangsarbeiter im Dritten Reich
Mit Blick auf das NSDAP-Regime ist dem heutigen Unternehmen bei seiner Selbstdarstellung eine bewusste Verdrängung der Verstrickung in das nationalsozialistische Regime in der Zeit von 1933 bis 1945 nachgewiesen worden.
Zu Beginn der Zeit des Nationalsozialismus hatte die Lufthansa bis 1936 über den zivilen Linienflugbetrieb hinaus die Aufgabe, Rüstung in der Luftfahrt, die nach dem Friedensvertrag von Versailles Deutschland nicht gestattet war, zu verdecken. Im Zweiten Weltkrieg wurden die Passagierflugzeuge der Lufthansa auch für Kriegszwecke eingesetzt.
Nach den Forschungsergebnissen von Lutz Budraß von der Ruhr-Universität Bochum wurde erstmals auch aus wissenschaftlicher Perspektive bestätigt, dass in der Zeit von 1933 bis 1945 die „alte“ Lufthansa Zwangsarbeiter beschäftigte. In dieser Zeit hat das Unternehmen mindestens 10.000 Männer und Frauen aus den unterschiedlichsten Regionen wegen ihrer ethnischen Herkunft resp. ihrer Zugehörigkeit zur jüdischen Religion und ihrer politischen Überzeugungen zwangsweise beschäftigt. Ihre Tätigkeit war im Wesentlichen die Reparatur von Flugzeugen der Luftwaffe. Es stellte sich laut Budraß heraus, dass die besondere Rolle der Lufthansa bei der Beschäftigung von Zwangsarbeitern weder eine Verirrung noch eine von den Nationalsozialisten aufgezwungene Handlungsweise war, sondern ein sehr bewusst in Kauf genommenes Ergebnis der Wirtschaftlichkeitsstrategie der damaligen Lufthansa, um nach dem Ausfall der eigentlichen Einnahmequelle Flugverkehr Kapital für eine Modernisierung ihrer Flotte für den Luftverkehr der Nachkriegszeit zu sammeln.
Nach Bekanntwerden erster Forschungsergebnisse im Rahmen einer von Joachim Wachtel erstellten Festschrift zum 75. Jahrestag der Gründung der „alten“ Lufthansa sagte die heutige Deutsche Lufthansa AG die zum 6. Januar 2001 geplanten Feierlichkeiten aus Furcht vor Regressforderungen von Überlebenden des Völkermords an den europäischen Juden ab. Ebenso wenig wurde das Jubiläumsbuch veröffentlicht. In der weiteren Öffentlichkeitsarbeit des heutigen Unternehmens wurde dann das Jahr 1953 als Gründungsjahr genannt, ohne allerdings auf die Pioniertaten der „alten“ Lufthansa zu verzichten, die in die Darstellung einer harmlosen Unternehmenstradition der heutigen Fluggesellschaft Lufthansa einflossen.
In der ARD-/arte-Filmdokumentation Fliegen heißt Siegen. Die verdrängte Geschichte der Deutschen Lufthansa berichtet der Journalist Christoph Weber über ca. 17.000 Zwangsarbeiter, darunter jüdische Deutsche, Ukrainer, Russen und Angehörige anderer Nationen, die in Berlin-Staaken, Berlin-Tempelhof und Leipzig-Schkeuditz zum großen Teil in der Flugzeugreparatur zwangsarbeiten mussten, darunter auch Kinder, die von der Schulbank verschleppt, angelernt und nach Deutschland transportiert worden waren. Anders als die meisten anderen vergleichbar großen Unternehmen habe die Lufthansa – so Weber – ihre Geschichte zwar von einem Historiker untersuchen lassen, das Ergebnis aber nicht in Buchform publiziert.
Kurt Weigelt, Luft-Hansa-Mitgründer (1926), SS-Fördermitglied und Kriegsverbrecher, war sowohl der letzte stellvertretende Aufsichtsratsvorsitzende der damaligen Lufthansa als auch Aufsichtsratsvorsitzender sowohl der Vorbereitungs- und Gründungsgesellschaft LUFTAG (1953–1954, s. o.) als auch der daraus hervorgegangenen heutigen Deutschen Lufthansa AG. Auch Kurt Knipfer war sowohl zu Zeiten des Dritten Reiches als auch in den 1950er Jahren Mitglied in den o.a. Aufsichtsräten (jeweils als Ministerialbeamter).
Mit der Begründung, die Lufthansa sei nach dem Zweiten Weltkrieg neu gegründet worden, bestreitet die heutige Deutsche Lufthansa AG jedweden Anspruch gegen das Unternehmen auf Entschädigung und Rentenzahlungen an damalige Zwangsarbeiter. Dessen ungeachtet stellt das heutige Unternehmen seinen ersten Linienflug am 1. April 1955 als „Neubeginn“ der traditionsreichen Lufthansa dar und macht sich in diesem Zusammenhang die technischen Fortschritte in der deutschen Verkehrsluftfahrt vor Gründung der heutigen Deutschen Lufthansa AG als Unternehmensgeschichte zu eigen.
Im Jahr 1999 überwies das Unternehmen 40 Millionen DM an den Zwangsarbeiterfond der deutschen Wirtschaft.

### Lufthansa-Beteiligungen in Steueroasen
Im Zusammenhang mit dem Rettungsplan der Bundesregierung im Rahmen der Corona-Pandemie für die Airline wurde bekannt, dass Lufthansa Beteiligungen in zahlreichen Steueroasen hält, darunter auch auf den Cayman Islands. Diese stehen seit dem Brexit offiziell auf der Schwarzen Liste der EU. Die EU wirft der Inselgruppe in der Karibik vor, dass die dortige Gesetzgebung die Ansiedlung von Offshore-Strukturen zur Steuerhinterziehung erleichtert.
Anfang Mai 2020 hatte der damalige SPD-Chef Norbert Walter-Borjans in einem Interview gefordert, bei einem Engagement des Staates müsse es klare Bedingungen für ein Engagement der öffentlichen Hand geben. So müsse zum Beispiel geklärt werden, warum die Lufthansa Tochtergesellschaften in Steueroasen habe. Die Lufthansa hatte zuvor offiziell bestätigt, dass sie mit dem deutschen Staat über ein Rettungspaket mit einem Volumen von neun Milliarden Euro verhandelt. Demnach strebt der Bund einen Anteil von bis zu 25 Prozent plus einer Stimme sowie eine Vertretung im Aufsichtsrat an.
Am 12. Mai 2020 präsentierte die Fluggesellschaft als Reaktion auf die Forderungen einiger Politiker nach mehr Transparenz eine Liste ihrer Beteiligungen. Demnach seien alle Gesellschaften in besagten Ländern Firmen mit operativem Geschäftsbetrieb der LSG Group, überwiegend Airline-Cateringbetriebe. Sie teilte mit: „Selbstverständlich werden in allen Ländern, in denen der Lufthansa-Konzern tätig ist, die nationalen und internationalen Rechts- und Steuervorschriften beachtet.“
Als Gegenleistung für die milliardenschwere Staatshilfe 2020 verpflichtete sich Lufthansa, ihre grenzüberschreitenden Geldflüsse im Konzern offenzulegen. Dieser Bericht, aus dem sich ablesen lässt, ob der Konzern zu Lasten des deutschen Fiskus Gewinne in Steueroasen verschiebt, ist jedoch nicht öffentlich, sondern nur dem Wirtschaftsstabilisierungsfonds der Regierung zugänglich.

### Konflikt um die Kürzung der Bordauflage der Süddeutschen Zeitung 2001
Im Frühjahr 2001 gab es einen bundesweit beachteten Konflikt zwischen der Lufthansa und dem Verlag sowie der Redaktion der Süddeutschen Zeitung um deren Berichterstattung zum damaligen Pilotenstreik und die plötzliche Kürzung der SZ-Bordauflage bei der Lufthansa um etwa 10.000 Exemplare.
Die freie Münchner Journalistin Tatjana Meier hatte zudem recherchiert, dass dieser Eingriff auf persönliche Initiative des damaligen Lufthansa-Vorstandsvorsitzenden Jürgen Weber zustande kam.
Er wolle die Zeitung an Bord seiner Flugzeuge nicht mehr haben. Etliche überregionale deutsche Medien wie Stern, Der Spiegel oder auch die Frankfurter Rundschau lehnten eine Veröffentlichung dieser Informationen ab.
Die Recherchen wurden schließlich zuerst im Ausland publiziert – im britischen The Guardian.
Eine Debatte über Wirtschaftsmacht und innere wie äußere Pressefreiheit in Deutschland folgte. Der Deutsche Rat für Public Relations (DRPR) arbeitete den Fall auf und sprach eine Mahnung aus.

## Zwischenfälle

### Unfälle
Von 1955, dem Jahr der Aufnahme des Flugbetriebs der neuen „Deutschen Lufthansa AG“, bis November 2021 weist die Unfallbilanz des Unternehmens acht Totalverluste auf, bei denen insgesamt 152 Todesopfer zu beklagen waren. Zwischenfälle von Tochtergesellschaften sind hierbei nicht berücksichtigt und finden sich in deren jeweiligen Artikeln.
- Am 11. Januar 1959 stürzte eine Lockheed L-1049G Super Constellation (Luftfahrzeugkennzeichen D-ALAK) aus Hamburg kommend beim Landeanflug auf den Flughafen Rio de Janeiro/Galeão ab, wobei alle 29 Passagiere und sieben der zehn Besatzungsmitglieder starben (siehe auch Lufthansa-Flug 502).[120]
- Am 4. Dezember 1961 stürzte die in Frankfurt zu einem Trainingsflug gestartete Boeing 720-030B D-ABOK (Taufname „Düsseldorf“) bei Ebersheim aus ungeklärter Ursache ab. Die drei Besatzungsmitglieder kamen ums Leben (siehe auch Absturz einer Boeing 720 der Lufthansa 1961).[121][122]
- Am 15. Juli 1964 verunglückte eine weitere Boeing 720-030B auf einem Trainingsflug. Die Besatzung der Maschine mit dem Kennzeichen D-ABOP („Bremen“) versuchte, nach einer ersten gelungenen Fassrolle eine weitere zu fliegen. Bei diesem unerlaubten Kunstflugmanöver brach das Flugzeug zwischen den Ortschaften Forst und Petersdorf im Landkreis Ansbach wegen struktureller Überlastung auseinander und alle drei Insassen kamen ums Leben (siehe auch Absturz einer Boeing 720 der Lufthansa 1964).[123]
- Am 28. Januar 1966 stürzte die aus Frankfurt kommende Convair CV-440 D-ACAT kurz hinter dem Flughafen Bremen während eines Durchstartmanövers ab. Alle 46 Insassen kamen ums Leben (siehe auch Lufthansa-Flug 005).[124]
- Am 21. Januar 1967 wurde eine Douglas DC-4/C-54A der britischen Air Ferry (G-ASOG) im Anflug auf den Flughafen Frankfurt rund 2700 Meter vor der Landebahn in den Wald geflogen. Die Maschine kam als Frachtflug im Auftrag von Lufthansa und British European Airways vom britischen Flughafen Manchester. Die beiden Piloten wurden getötet. Als Hauptursachen für den Verlust der Höhenorientierung der Piloten wurden eine falsche Einstellung der Höhenmesser sowie die zeitlich falsche Nutzung der Checkliste ermittelt (siehe auch British-European-Airways-Flug 200).[125][126][127][128]
- Am 20. Dezember 1973 verunglückte eine Boeing 707-330B (D-ABOT, „Düsseldorf“) aus Bangkok-Don Mueang kommend beim Landeanflug auf den Flughafen Neu-Delhi-Palam. Sie schlug in nebligem Wetter vor Erreichen der Landebahn auf und brannte aus. Alle 109 Passagiere und Crewmitglieder konnten sich zuvor in Sicherheit bringen.[129]
- Am 20. November 1974 ereignete sich der schwerste Unfall in der Geschichte der Lufthansa. Eine Boeing 747-130 (D-ABYB, „Hessen“) stürzte kurz nach dem Start vom Flughafen Nairobi ab. Grund war eine Fehlbedienung der Auftriebshilfen (Krügerklappen) in Kombination mit unzureichenden Warnmaßnahmen. Von den 157 Insassen kamen 59 ums Leben. Dies war gleichzeitig der zweite Totalverlust einer Boeing 747 überhaupt und der erste mit Todesopfern (siehe auch Lufthansa-Flug 540).[130]
- Am 26. Juli 1979 kollidierte eine Boeing 707-330C der Lufthansa (D-ABUY „Essen“) auf einem Frachtflug kurz nach dem Start von Rio de Janeiro nach Dakar mit einem Berg bei Petrópolis. Grund waren fehlerhafte Anweisungen der Flugsicherung. Die dreiköpfige Besatzung kam ums Leben (siehe auch Hauptartikel Lufthansa-Flug 527).[131]
- Der bisher letzte Unfall in der Geschichte der Lufthansa ereignete sich am 14. September 1993 auf dem Flughafen Warschau-Okęcie. Ein mit 70 Personen an Bord aus Frankfurt kommender Airbus A320-200 (D-AIPN, „Kulmbach“) kollidierte während der Landung mit einem Erdwall am Ende der Landebahn. Durch den Aufprall starben ein Passagier sowie ein an Bord befindlicher Prüfkapitän. Das Flugzeug setzte während starker Scherwinde spät auf der Bahn auf, gleichzeitig war für die Software des dafür zuständigen Bordcomputers der Aufsetzdruck am Fahrwerk nicht hoch genug, um die Funktion der Radbremsen und der Schubumkehr freizugeben. Die Cockpit-Besatzung reagierte zudem nicht angemessen, da sie nicht rechtzeitig ein Durchstartmanöver eingeleitet hatte, bevor sie die Schubumkehrhebel aktiviert hatte. Bei diesem Flug sollte der links sitzende Kapitän als „Pilot flying“ (PF) von dem rechts auf dem Platz des Kopiloten sitzenden Prüfkapitän nach überstandener Krankheit auf seine Einsatztauglichkeit geprüft werden (siehe auch Lufthansa-Flug 2904).[132][133]

### Entführungen
In der Chronik des Unternehmens kam es bisher zu 13 Flugzeugentführungen; die bis 1994 noch staatliche Lufthansa gehörte als nationale Fluggesellschaft Deutschlands zu den besonders gefährdeten Zielen globaler terroristischer Bedrohungen.
- Am 22. Februar 1972 wurde eine Boeing 747-200B (D-ABYD, „Baden-Württemberg“) in Aden auf dem Weg von Delhi nach Athen entführt (siehe auch Lufthansa-Flug 649).[134]
- Am 10. Juli 1972 wurde eine Boeing 737-100 auf dem Weg von Köln nach München entführt.[135]
- Am 11. Oktober 1972 wurde eine Boeing 727 auf dem Weg von Lissabon nach Frankfurt entführt.[136]
- Am 29. Oktober 1972 wurde eine Boeing 727-30 (D-ABIG „Kiel“) auf dem Weg von Beirut nach Ankara entführt und über Nikosia nach Zagreb gebracht (siehe auch Lufthansa-Flug 615).[137]
- Am 17. Dezember 1973 wurde eine Boeing 737-100 (D-ABEY „Worms“) auf dem Weg von Rom nach München nach Kuwait entführt.[138]
- Am 28. Juni 1977 wurde eine Boeing 727 in München auf dem Weg von Frankfurt nach Istanbul entführt.[139]
- Vom 13. bis 18. Oktober 1977 ereignete sich die weltweit beachtete Entführung des Flugzeugs „Landshut“, der Boeing 737-200 (D-ABCE) auf dem Weg von Palma de Mallorca nach Frankfurt. Der Flugkapitän Jürgen Schumann wurde dabei in Aden ermordet. Das Flugzeug wurde schließlich auf dem Flughafen Mogadischu durch die GSG 9 erfolgreich gestürmt (siehe auch Lufthansa-Flug 181).[140]
- Am 12. September 1979 wurde eine Boeing 727-200 (D-ABFI) auf dem Weg von Frankfurt nach Köln/Bonn entführt.[141]
- Am 27. Februar 1985 wurde eine Boeing 727-200 in Wien auf dem Weg von Frankfurt nach Damaskus entführt.[142]
- Am 27. März 1985 wurde die Boeing 727-200 „Ludwigshafen“ in Istanbul auf dem Weg von München nach Athen entführt.[143]
- Am 29. März 1985 wurde eine Boeing 737-200 in London aus Hamburg kommend entführt.[144]
- Am 11. Februar 1993 wurde ein Airbus A310-300 (D-AIDM „Chemnitz“) auf dem Weg von Frankfurt nach Addis Abeba über Hannover nach New York City entführt (siehe auch Lufthansa-Flug 592).[145]
- Am 28. Dezember 1999 wurde eine Bombardier CRJ200 (D-ACJA) von Prag kommend auf dem Weg nach Düsseldorf entführt, landete jedoch planmäßig in Düsseldorf.[146]

## Tarifkonflikte
Im Jahr 2014 begann der härteste Tarifstreit seit Bestehen der Lufthansa. Im November 2015 einigte sich die Konzernführung mit der Kabinengewerkschaft UFO, einige der Konfliktbereiche im Rahmen einer Schlichtung zu klären. Als Schlichter wurde der frühere Ministerpräsident Matthias Platzeck bestimmt. Ende November 2015 einigte sich Lufthansa mit Ver.di auf einen neuen Tarifvertrag für die ungefähr 33.000 Beschäftigen des Bodenpersonals; die Verhandlungen mit Piloten und Flugbegleitern dauerten weiterhin an. Zu den Streitpunkten zählten die betriebliche Altersversorgung sowie der Anspruch von Flugbegleitern und Piloten auf eine Übergangsversorgung bis zum Rentenantritt. Die Konzernführung hebt die Sorge um die Existenzsicherung des Konzerns hervor, die Gewerkschaften bangen um die Existenzsicherung der Mitarbeiter. Weiterer Konfliktpunkt ist der Umbau der Tochtergesellschaft Eurowings, bei der Entgelte nicht dem Lufthansa-Tarifvertrag unterliegen. Am 5. Juli 2016 kam eine Einigung mit den Flugbegleitern. Man einigte sich auf eine Erhöhung der Löhne um etwa 5,5 % und eine jährliche Gewinnbeteiligung, die letztendlich vom Unternehmensergebnis abhängt. Im Gegenzug wurde keine konkrete Rentenhöhe seitens des Managements garantiert, sondern die Zahlung eines festen Arbeitgeberbetrags eingeführt. Darüber hinaus erhält Lufthansa den Kündigungsschutz bzw. unbefristete Arbeitsverträge. Der neue Tarifvertrag gilt bis 2023.
Am 15. März 2017 erzielte Lufthansa mit der Vereinigung Cockpit eine Grundsatzeinigung zu allen strittigen Punkten im Rahmen einer Gesamtlösung. Diese beinhaltet unter anderem eine Einmalzahlung in Höhe von 1,8 Monatsgehältern und für den gesamten Zeitraum von Mai 2012 bis Juni 2022 insgesamt 11,4 % mehr Gehalt. Des Weiteren wird der Plan von Lufthansa Vorstand Harry Hohmeister, der eine Neugründung einer Fluggesellschaft vorsah, nicht mehr verfolgt. Das Projekt „JUMP“, bei dem Airbus A340-300 mit Piloten der Lufthansa CityLine betrieben werden und touristische Ziele anfliegen, um Kosten zu sparen, fällt künftig wieder unter den Konzerntarifvertrag der Lufthansa-Piloten.
Ein ganztägiger Streik der Piloten, zu dem am 2. September 2022 die Vereinigung Cockpit (VC) aufgerufen hatte, hatte den gesamten Lufthansa-Flugbetrieb nahezu stillstehen lassen. Allein an ihren Drehkreuzen Frankfurt und München strich die Lufthansa 800 Flüge für 130.000 Passagiere. Die VC strebt einen automatisierten Lohnausgleich oberhalb der Inflationsrate ab 2023 und zusätzlich 5,5 Prozent mehr Gehalt an.

## COVID-19-Auswirkungen
Im Zuge der COVID-19-Pandemie kündigte die Lufthansa einen Stellenabbau von bis zu 30.000 Stellen an. Im dritten Quartal 2020 verbuchte die Gesellschaft einen Verlust in Höhe von 1,3 Milliarden Euro, im gesamten Vorjahr war dies der ausgewiesene Gewinn.
Die Lufthansa-Flotte soll bis Mitte des Jahrzehnts auf insgesamt 650 Flugzeuge reduziert werden. Als Sparmaßnahme bestätigte Lufthansa im August 2021, ihre Lounges in Bremen, Dresden, Köln/Bonn, Leipzig, Nürnberg und Delhi dauerhaft zu schließen.
Aus Deutschland, Belgien, Österreich und der Schweiz erhielt die Lufthansa insgesamt 9 Milliarden Euro Staatshilfen vorwiegend in Form von Krediten. Bis November 2021 wurden dann alle Kredite und Einlagen des Bundes vorzeitig zurückgezahlt, wobei für den KfW-Kredit zusätzlich 3,75 Prozent Zinsen im Jahr bezahlt wurden.
Im September 2020 beschloss die Lufthansa, die Pilotenausbildung in Bremen einzustellen und forderte ihre Flugschüler auf, sich einen neuen Berufsweg zu suchen.
Im Januar 2022 übertrug Lufthansa ihren seit über 40 Jahren bestehenden Ausbildungsbetrieb in Goodyear (Arizona) an die US-amerikanische United Airlines. Diese hat dort bereits den Betrieb aufgenommen und mit dem ersten Jahrgang ihrer neuen Flugschüler begonnen.

## Filme
- Christoph Weber: Fliegen heißt Siegen – Die verdrängte Geschichte der Deutschen Lufthansa. 2010, abgerufen am 27. Juli 2022 (Film (44 Min.) von Taglicht Media für WDR in Zusammenarbeit mit Arte).